# Bad Iburg

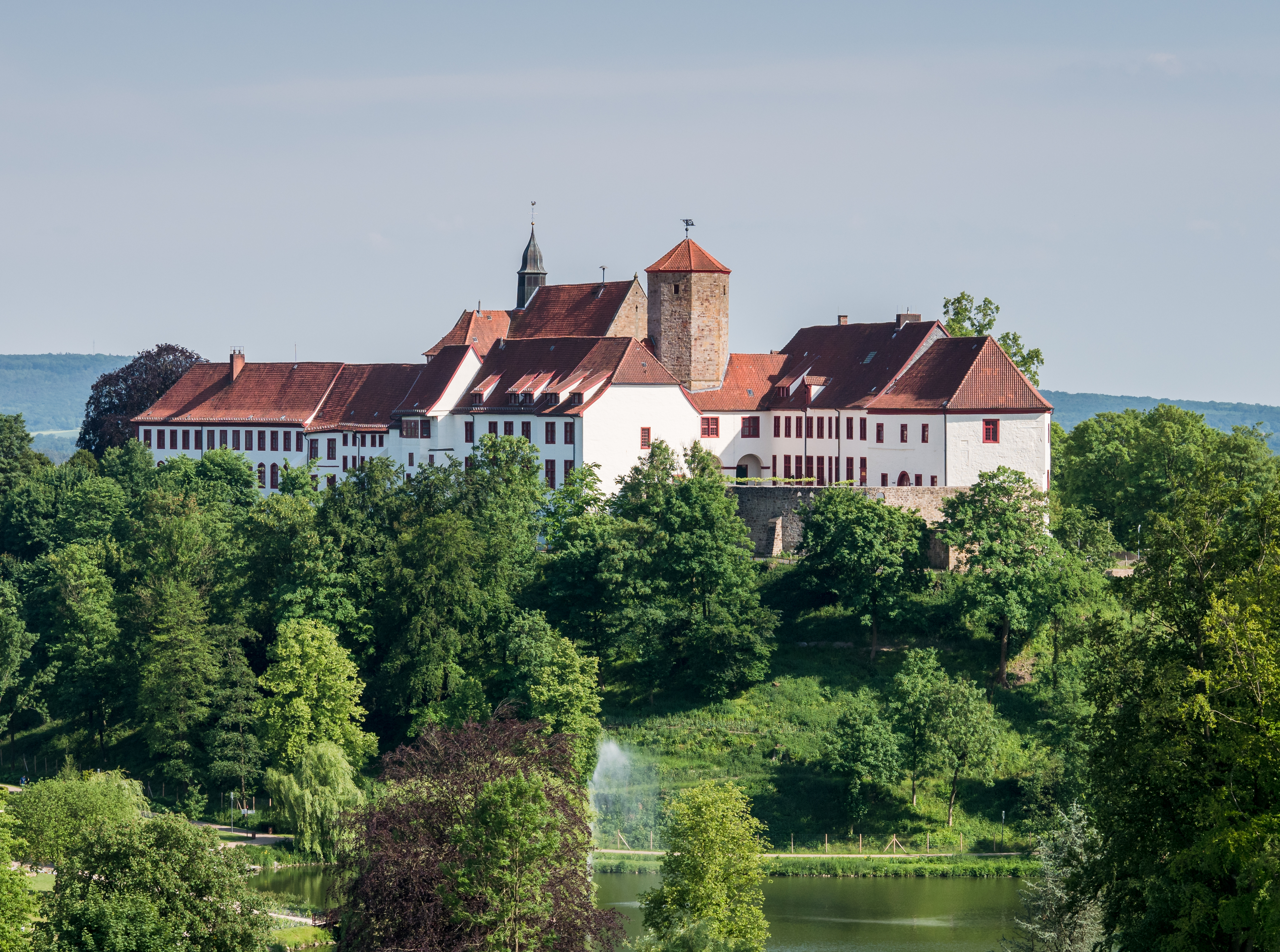
Schloss Iburg mit dem Bennoturm; davor der Charlottensee

Kalksteinbruch am Langenberg 1906

Bad Iburg (bis 1967 Iburg) ist eine Kleinstadt und ein staatlich anerkannter Kneippkurort im Südwesten des Landkreises Osnabrück in Niedersachsen.
Bedeutendstes Bauwerk ist das über der Stadt thronende Schloss Iburg mit ehemaliger Benediktinerabtei, das über sieben Jahrhunderte die Residenz der Osnabrücker Bischöfe war.
Bad Iburg gehörte zur Westfälischen Hanse und ist seit 1980 Mitglied der Neuen Hanse.
Durch Bad Iburg führt die Friedensroute, ein Radwanderweg, der an den Friedensschluss von 1648 zur Beendigung des Dreißigjährigen Kriegs erinnert, der in Osnabrück und Münster verhandelt wurde. Der Hermannsweg, ein Wanderweg, führt durch das Gebiet der Stadt auf dem Dörenberg und dem Großen Freeden.
Im Sommerhalbjahr 2018 (18. April bis 14. Oktober) wurde in der Stadt die Niedersächsische Landesgartenschau veranstaltet.

## Geografie

### Geografische Lage
Der Teutoburger Wald bedeckt etwa die nördliche Hälfte Bad Iburgs. Die Stadt ist eine der waldreichsten Kommunen im westlichen Niedersachsen. Höchste Erhebung ist der Dörenberg (331,2 Meter) an der Nordgrenze der Stadt. Im Stadtgebiet liegt der Freeden mit dem Großen Freeden (269 Meter) und dem Kleinen Freeden (200 Meter), welcher zum Europäischen Naturerbe gehört. Nahe dem Freeden ist außerdem der Hohnsberg (241,9 Meter), an dem die Düte entspringt. Der Berg wurde seit dem 19. Jahrhundert geologisch erforscht und trägt mit dort gefundenen Fossilien wie der Farnwedel-Versteinerung Zamites iburgensis Hosius u. v. d. Marck und dem Muschel-Fossil Pinna iburgensis Weerth den Namen des Fundorts in die Welt der geologischen Wissenschaft. Teilweise zum Stadtgebiet gehört der dem Hohnsberg benachbarte Limberg (194,3 Meter), an dem 1910 der Zeppelin LZ 7 „Deutschland“ abstürzte. Nordwestlich des Stadtzentrums befindet sich der Urberg (213 Meter), an dem sich von 1964 bis 1998 ein katholisches Mütter-Kurheim befand. An mehreren Bergen im Iburger Stadtgebiet wurde im 19. und 20. Jahrhundert Kalkstein abgebaut, so am Hagenberg (139,2 Meter) und am Langenberg (206 Meter).
Die südlichen Stadtteile sind dem Münsterland benachbart. Im Staatsforst Palsterkamp bei Glane entsteht durch den Zusammenfluss von Kolbach und Fredenbach die Glane, hier noch Glaner Bach genannt.

### Nachbargemeinden
Bad Iburg grenzt im Norden an Hagen am Teutoburger Wald und Georgsmarienhütte, im Osten an Hilter am Teutoburger Wald, im Süden an Bad Laer und Glandorf sowie im Westen an das nordrhein-westfälische Lienen (Kreis Steinfurt).

### Stadtgliederung
- Bad Iburg
- Glane
- Ostenfelde
- Sentrup
- Visbeck

## Geschichte

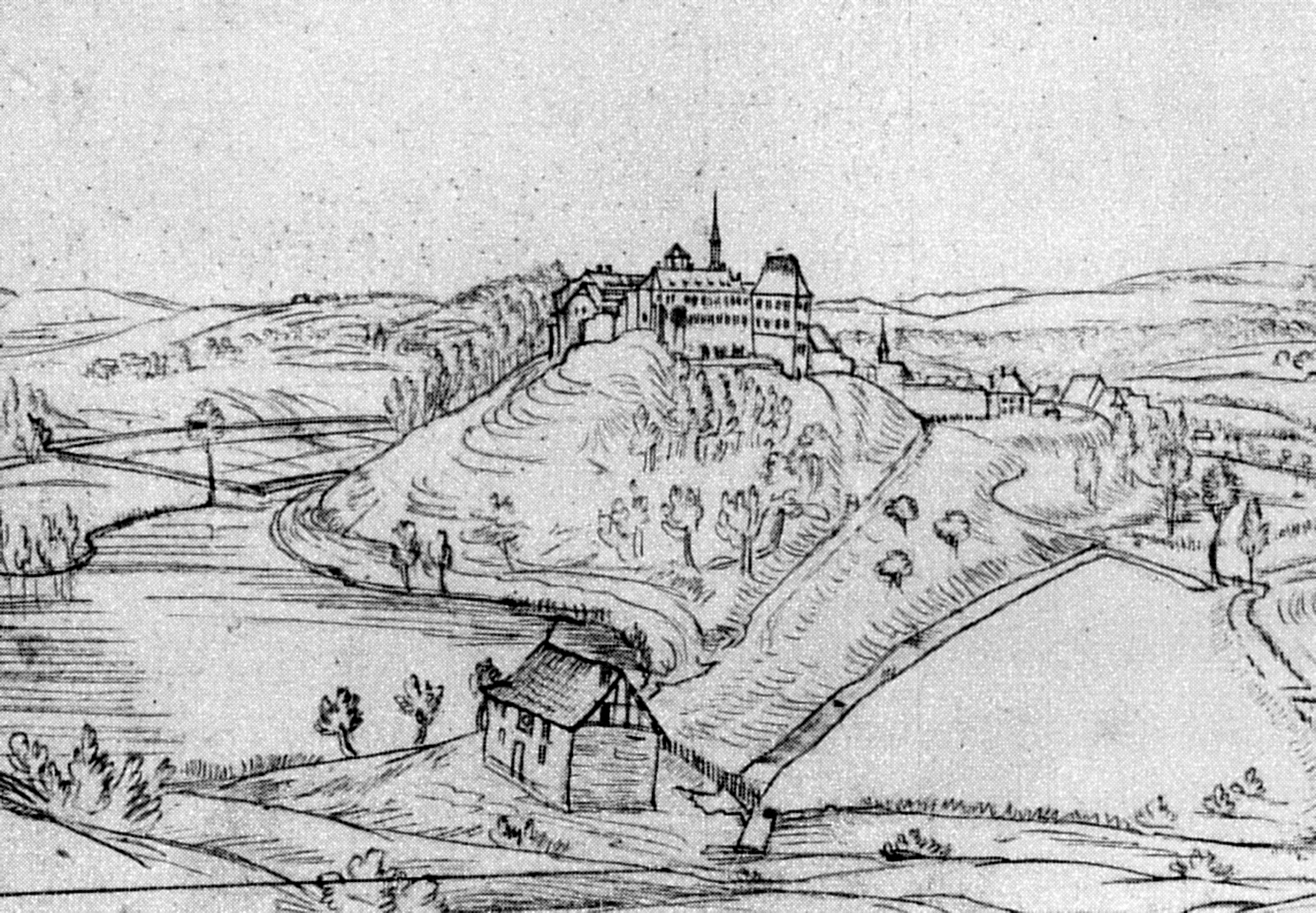
Schloss und Kloster Iburg vor 1752, Ausschnitt aus einer Federzeichnung von Renier Roidkin

Die Fränkischen Reichsannalen erwähnen eine Iburg 753, als dort der Erzbischof von Köln Hildegar von den Sachsen getötet wurde. 772 eroberte Karl der Große die erhabene Königsburg Iburg gegen seinen Widersacher Herzog Widukind. Zum zweiten Mal eroberten 783 fränkische Soldaten die Iburg. Über die Region hinaus erhielt Iburg Bedeutung im elften Jahrhundert. Bischof Benno I. errichtete zwischen 1052 und 1068 eine Burg. Der bedeutendste Bauherr war Bischof Benno II., der erste Bischof des Osnabrücker Landes. Er ließ 1068 bis 1088 auf den Trümmern der alten Karlsburg eine Stiftsburg und ein Benediktinerkloster errichten. Benno hatte besonderes historisches Gewicht durch seine Vermittlung im Investiturstreit zwischen dem deutschen König Heinrich IV., seinem Freund, und Papst Gregor VII. beim Gang nach Canossa im Jahr 1077.
Um 1100 wurde die Iburg nach dem großen Brand in Osnabrück ständiger Wohnsitz der Osnabrücker Bischöfe.
Im Jahr 1226 wurde der Bau der Fleckenskirche St. Nikolaus begonnen. Damit erhielten auch die Menschen, die sich am Fuß des Burgberges angesiedelt hatten, eine eigene Kirche. 1254 erhielt Iburg durch Fürstbischof Bruno von Isenberg Stadtrechte; er befestigte den Ort. 1293 wurde Iburg als „oppidum“, als stadtähnliche Siedlung, mit einer „porta“ im Osten erwähnt. Blitzschlag und ein dadurch verursachtes Feuer zerstörten 1349 die Burg und das Kloster.
Im Jahr 1359 erhielt Iburg das Wigboldprivileg. Damit wurden Burg und Ortschaft mit einem Rat und gemeinsamer Verfassung zusammengeführt.
Der Flecken wurde 1455 bis 1482 unter Fürstbischof Konrad III. mit Mauern umgeben; drei Tore ermöglichten den Zugang. Eine Wasserversorgung erhielt Iburg 1518, als Prior Frerking eine Wasserleitung von Dörenberg zum Kloster legen ließ. 1534 wurden die Täufer von Münster auf Veranlassung von Bischof Franz von Waldeck im Bergfried des Schlosses, dem so genannten Bennoturm, gefangen gehalten und bis auf einen später hingerichtet. Siehe auch: Täufer im Bergfried des Iburger Schlosses
1552 wurde südlich des Fleckens Burg Scheventorf als Wasserburg erbaut.
Feuer vernichtete 1585 im Flecken Iburg 53 Wohnungen mit Nebengebäuden und Stallungen, also etwa die Hälfte der Wohngebäude.
1625 wurde Franz Wilhelm von Wartenberg, der aus einer Nebenlinie der Wittelsbacher stammte, Bischof von Osnabrück. 1633 besetzten schwedische Truppen Iburg und schenkten die Burg Gustav Gustavson.

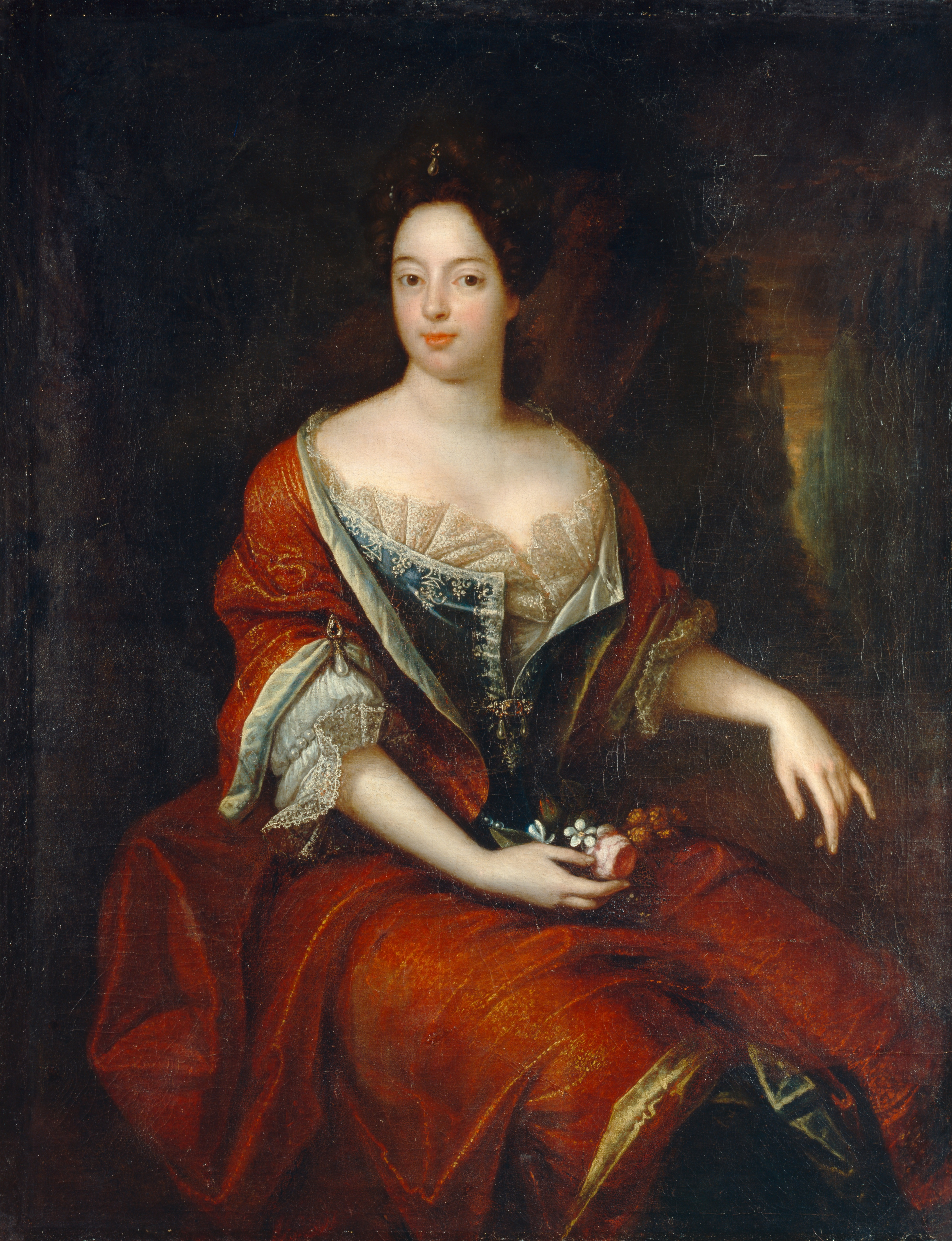
Sophie Charlotte, die spätere erste Königin in Preußen, wurde 1668 in Iburg geboren

Im Westfälischen Frieden zu Münster 1648 wurde wegen der konfessionellen Vermischung als Kompromiss die „Alternatio“ (Wechselfolge) erarbeitet. Katholische und evangelische Fürstbischöfe wechselten sich damit ab. Erster evangelischer Landesbischof wurde Kurfürst Ernst August I. von Braunschweig-Lüneburg.
1650 kehrte Fürstbischof Franz Wilhelm von Wartenberg in die Residenz in Iburg zurück.
1657 erhielt der Flecken Iburg das Privileg zur Abhaltung eines Jahrmarktes.
1662 wurde Kurfürst Ernst August I. von Braunschweig-Lüneburg erster evangelischer Fürstbischof von Osnabrück, entsprechend dem Friedensvertrag von 1648, der einen Wechsel zwischen katholischen und evangelischen Bischöfen vorsah. 1668 wurde seine Tochter Sophie Charlotte auf der Iburg geboren. Sie wurde später erste Königin in Preußen, Mutter des Soldatenkönigs und Großmutter Friedrichs des Großen. Nach ihr sind auch das Schloss Charlottenburg und der gleichnamige Stadtteil in Berlin benannt. 1672 endete die Ära der Osnabrücker Bischöfe in Iburg, als Ernst August I. das neue Schloss Osnabrück bezog. Die Iburger Residenz wurde aufgegeben.
Zwischen 1750 und 1755 wurde auf dem Burgberg ein großzügiger barocker Klosterneubau durch den westfälischen Barockbaumeister und kurfürstlichen General Johann Conrad Schlaun errichtet. Das Kloster bestand noch bis 1803, als es aufgrund der Säkularisation aufgehoben wurde.
1885 nahm die Verwaltung des Kreises Iburg ihren Sitz im Schloss.
Mit der Gründung des Verschönerungsvereins im Jahr 1887 wurde im Flecken die erste Grundlage für die spätere touristische Entwicklung gelegt. Der Verein machte es sich zur Aufgabe, Wanderwege anzulegen und Ruhebänke aufzustellen.

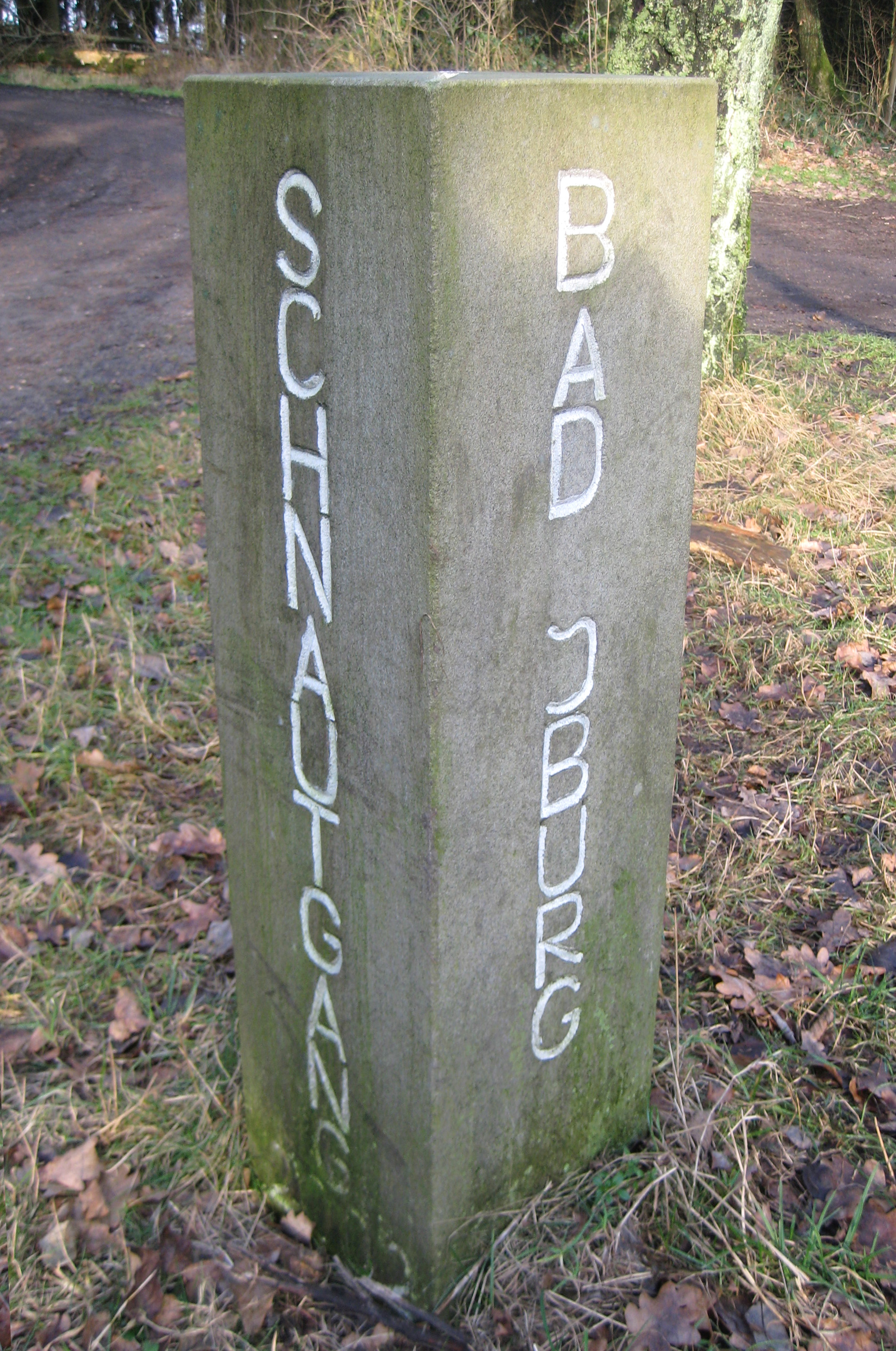
Schnautgangstein am Dörenberg

Am 28. Juni 1910 strandete das Luftschiff LZ 7 „Deutschland“ am Limberg. Menschen kamen bei diesem Zeppelin-Unglück nicht zu Schaden.
1929 wurde die Bauerschaft Mäscher nach Iburg eingemeindet. 1932 wurde der Kreis Iburg aufgelöst; der Sitz des Landrats befand sich fortan in Osnabrück.
1932 und 1933 wurde der Charlottensee am Fuße des Schlossbergs angelegt. Initiator war der Iburger Kurverein, der auf Anregung des späteren Ehrenbürgers Robert Hülsemann 1932 gegründet worden war.
1934 wurde im Schloss Iburg die SA-Sportschule eingerichtet, die bis 1939 bestand. Von 1942 bis 1945 befand sich im Schloss die Deutsche Heimschule Schloß Iburg. 1948 wurde die Niedersächsische Heimschule Iburg im Schloss untergebracht. Sie bestand bis 1971.
Britische Truppen besetzten Iburg in der Osterwoche 1945 kampflos. Zuvor hatte Bürgermeister Hermann Rinklake die letzten Soldaten der Wehrmacht dazu veranlasst, den Flecken zu verlassen. Rinklage wurde am 3. September 1946 auf Beschluss des Gemeinderats zum Ehrenbürgermeister ernannt.
1953 wurde aus der Sommerfrische aus der Zeit vor dem Ersten Weltkrieg und dem Luftkurort der 1920er Jahre der Kneipp-Kurort Iburg.
1959 erhielt Iburg wegen seiner bedeutenden geschichtlichen Vergangenheit im Mittelalter die Stadtrechte wiederverliehen.
1964 wurde am Urberg ein katholisches Mütter-Kurheim eröffnet, das bis 1998 bestand.
1967 erhielt Iburg die Staatliche Anerkennung als Kneippheilbad; seitdem darf der Ort den Namenszusatz „Bad“ führen.
Von 1973 bis 2004 war im Iburger Schloss eine Ausbildungsstätte der Polizeischule des Landes Niedersachsen untergebracht.
1980 besiegelten Bad Iburg und der Berliner Bezirk Charlottenburg ihre Städtepartnerschaft. Sie wurde am 10. November beurkundet. Als Zeichen der Verbundenheit wurde die Rennbahn um den Charlottensee in Charlottenburger Ring umbenannt.
In jüngerer Zeit wurde in Bad Iburg die Tradition des Schnatgangs wiederbelebt. Auf dem Karlsplatz des Dörenbergs wurde zur Erinnerung an den Schnautgang 2002 ein Gedenkstein aufgestellt.
Trotz der Förderung (Bad) Iburgs als Kurort über Jahrzehnte hinweg befindet sich der Gesundheitssektor der Stadt – wie andere traditionelle Kurorte auch – in einer Krise: Über ein Allgemeinkrankenhaus verfügt die Stadt nicht mehr, seit das katholische St. Franziskus-Krankenhaus in ein Alten- und Pflegeheim umgewandelt wurde. Das Sanatorium Kassen, ehemals eine Kurklinik, wurde ein Wohnheim für psychisch behinderte Menschen umgewandelt.
2018 machte die Schließung eines Rinderschlachthofs in Bad Iburg überregional Schlagzeilen, nachdem die Münchner Tierrechtsorganisation „Soko Tierschutz“ mit Videoaufnahmen gravierende Verstöße gegen das Tierschutzgesetz aufgedeckt hatte. Die zuständigen Veterinärmediziner des Landkreises Osnabrück wurden entlassen; bis August 2022 wurden 48 Verfahren geführt, die zumeist mit Geldstrafen endeten. Ende August 2022 wurden drei Angeklagte – der frühere Geschäftsführer und zwei Beschäftigte – vom Amtsgericht Bad Iburg zu Haftstrafen auf Bewährung sowie Geldstrafen verurteilt.

### Eingemeindungen
Im Jahr 1970 wurden die Ortsteile Glane-Visbeck, Sentrup und Ostenfelde zur Gemeinde Glane zusammengefasst. Am 1. Juli 1972 wurde die Stadt Bad Iburg mit der Gesamtgemeinde Glane vereinigt und die Einheitsgemeinde Bad Iburg gegründet.

### Einwohnerentwicklung

Bevölkerungsentwicklung in Bad Iburg seit 1987

Die folgende Übersicht zeigt die Einwohnerzahlen von Bad Iburg im jeweiligen Gebietsstand und jeweils am 31. Dezember.
Bei den Zahlen handelt es sich um Fortschreibungen des Landesbetriebs für Statistik und Kommunikationstechnologie Niedersachsen auf der Basis der Volkszählung vom 25. Mai 1987.
Bei den Angaben aus den Jahren 1961 (6. Juni) und 1970 (27. Mai) handelt es sich um die Volkszählungsergebnisse einschließlich Glane.
| Jahr      | 1961  | 1970  | 1987  | 1990   | 1995   | 2000   | 2005   | 2010   | 2011   | 2015   | 2017   | 2018   | 2019   |
| Einwohner | 6.069 | 6.964 | 9.815 | 10.416 | 11.371 | 11.708 | 11.535 | 11.560 | 11.601 | 10.548 | 10.599 | 10.661 | 10.636 |

### Ortsname
Frühere Ortsnamen von Iburg waren in den Jahren 753 Iuburg, 754 Iburg, 1070 Yburg, 1175 Yburch, 1350 Yburgh. Der Ortsname ist vermutlich eine Bildung mit dem Grundwort „-burg“. Der erste Namensbestandteil geht auf das mittelniederdeutsche Wort „iwe“ für „Eibe“ zurück. Wahrscheinlich hieß der Platz, auf dem die Burg errichtet wurde, ursprünglich „Iw-berg“ für „Eibenberg“.

## Politik

### Stadtrat
Der Rat der Stadt Bad Iburg besteht aus 26 Ratsfrauen und Ratsherren. Dies ist die festgelegte Anzahl für eine Gemeinde mit einer Einwohnerzahl zwischen 10.001 und 11.000 Einwohnern. Die Ratsmitglieder werden durch eine Kommunalwahl für jeweils fünf Jahre gewählt. Neben den 26 in der Stadtratswahl gewählten Mitgliedern ist außerdem der hauptamtliche Bürgermeister im Rat stimmberechtigt.
Die folgende Tabelle zeigt die Kommunalwahlergebnisse seit 1996.
| CDU | 60,0   | 180    | 61,3   | 190    | 49,5   | 140    | 50,4   | 150    | 17,3   | 4      | 34.4   | 9      |
| FDP | 2,2    | 0      | 4,7    | 1      | 6,8    | 2      | 5,7    | 2      | 30,9   | 8      | 20.0   | 5      |
| SPD | 27,2   | 8      | 25,6   | 7      | 19,4   | 5      | 19,8   | 5      | 21,2   | 6      | 17.6   | 5      |
| GRÜNE | 05,4   | 2      | 08,4   | 2      | 09,0   | 3      | 19,6   | 5      | 12,3   | 3      | 15.7   | 4      |
| LINKE | –      | –      | –      | –      | –      | –      | 01,3   | 0      | –      | –      | 1.2    | 0      |
| Wählergemeinschaften | 05,3   | 1      | –      | –      | 15,3   | 4      | –      | –      | 14,9   | 4      | 6.6    | 2      |
| Einzelbewerber | –      | –      | –      | –      | –      | –      | 03,2   | 1      | 03,4   | 1      | 2.3    | 1      |
| Gesamt | 100    | 29     | 100    | 29     | 100    | 28     | 100    | 28     | 100    | 26     | 100    | 26     |
| Wahlbeteiligung | 70,8 % | 70,8 % | 62,8 % | 62,8 % | 55,9 % | 55,9 % | 55,5 % | 55,5 % | 58,6 % | 58,6 % | 64,7 % | 64,7 % |
| Prozentanteile gerundet. Quellen: Landesbetrieb für Statistik und Kommunikationstechnologie Niedersachsen, Landkreis Osnabrück. Bei unterschiedlichen Angaben in den genannten Quellen wurden die Daten des Landesbetrieb für Statistik und Kommunikationstechnologie verwendet, da diese eine insgesamt höhere Plausibilität aufweisen. |        |        |        |        |        |        |        |        |        |        |        |        |

### Politische Entwicklung
Am 15. Juli 2005 trat der überwiegende Teil des Rates zurück. Auch die Stellvertreter verzichteten auf ihr Mandat. Lediglich die beiden Ratsmitglieder von Bündnis 90/Die Grünen behielten ihr Mandat. Ursprünglich war eine Neuwahl für November 2005 geplant gewesen. Am 30. August 2005 erklärte das Verwaltungsgericht Osnabrück die Rücktrittserklärungen der 27 Ratsmitglieder jedoch für ungültig, da diese den Zweck hatten, den Stadtrat aufzulösen und eine Neuwahl herbeizuführen. Die von den Ratsmitgliedern durch Massenrücktritte initiierte Ratsauflösung sei rechtsmissbräuchlich und daher rechtsunwirksam, entschied das Gericht. Die Berufung beim Oberverwaltungsgericht Lüneburg wurde zugelassen.
Der Rat legte nach Prüfung der rechtlichen Begründung des Urteils keinen Widerspruch ein. Lediglich das Ratsmitglied Andreas Heuer von der Gemeinschaft für Bad Iburg (GfB) legte Widerspruch ein. Damit wurde Bad Iburg ohne Rat verwaltet. Ratsmitglieder vertraten die Meinung, der damalige Stadtdirektor Karl Schade wollte sich vor dem Ende seiner Amtszeit als Stadtdirektor ins Amt des hauptamtlichen Bürgermeisters hieven. Die Kommunalaufsicht hob die Rücktritte auf. Damit waren alle Ratsmitglieder wieder im Amt, bis auf Andreas Heuer, der Widerspruch eingelegt hatte. Auf den Bestand des Rats als Gesamtorgan hatte dieses keinen Einfluss. Damit konnte der Rat nach Ablauf der Rechtbehelfsmittelfrist ab dem 27. November 2005 wieder zusammentreten. Nach Ablauf der Amtsperiode fanden ordentliche Wahlen statt. Bei der vorgezogenen Bürgermeisterwahl wurde Drago Jurak (parteilos) zum ersten hauptamtlichen Bürgermeister Bad Iburgs gewählt. Stadtdirektor Karl Schade kandidierte bei der Bürgermeisterwahl nicht.
Bei der Kommunalwahl 2016 holte die Bad Iburger FDP die meisten Stimmen. Die CDU verlor 33 Prozentpunkte gegenüber der letzten Wahl. Als Hauptgrund für die spektakuläre Verschiebung der Machtverhältnisse im Bad Iburger Stadtrat gilt es, dass die CDU die Ausrichtung der Landesgartenschau ablehnte, während die FDP sich von Anfang an für diese starkmachte. In einem Bürgerentscheid am 6. Dezember 2015 hatten 3012 Bürger Bad Iburgs für die Landesgartenschau, 1923 dagegen gestimmt.

### Bürgermeister
Amtierender Bürgermeister der Stadt Bad Iburg ist Daniel Große-Albers (parteilos). Bei der letzten Bürgermeisterwahl 2021 gewann er in der Stichwahl gegen Thomas Riepenhoff (parteilos) mit 50,21 Prozent der Stimmen. Im ersten Wahlgang erhielt Große-Albers 36,35 Prozent der Stimmen und damit weniger als Riepenhoff mit 47,95 Prozent. Weitere Gegenkandidaten waren Hans-Otto Petersmann (FDP, 9,21 %) und Matthias Papenbrock (parteilos, 6,49 %).
Frühere Amtsinhaber
- 2014–2021: Annette Niermann (unabhängig)

### Wappen
Das Wappen der Stadt Bad Iburg zeigt auf einem roten Rad mit fünf Speichen einen halben roten Adler. Das Wappen wurde dem damaligen Flecken Iburg im 15. Jahrhundert verliehen. Das fünfspeichige Rad ist an das sechsspeichige im Wappen der Stadt Osnabrück angelehnt. Der Adler stammt aus dem Wappen von Bischof Konrad IV. von Rietberg. Der heutigen Wappenform liegt ein Siegel aus dem Jahr 1531 zu Grunde.

### Städtepartnerschaften
- Pagėgiai (Litauen), seit 2008[25]
- Bad Iburg ist seit 1980 Partnerstadt des Bezirks Charlottenburg-Wilmersdorf von Berlin.

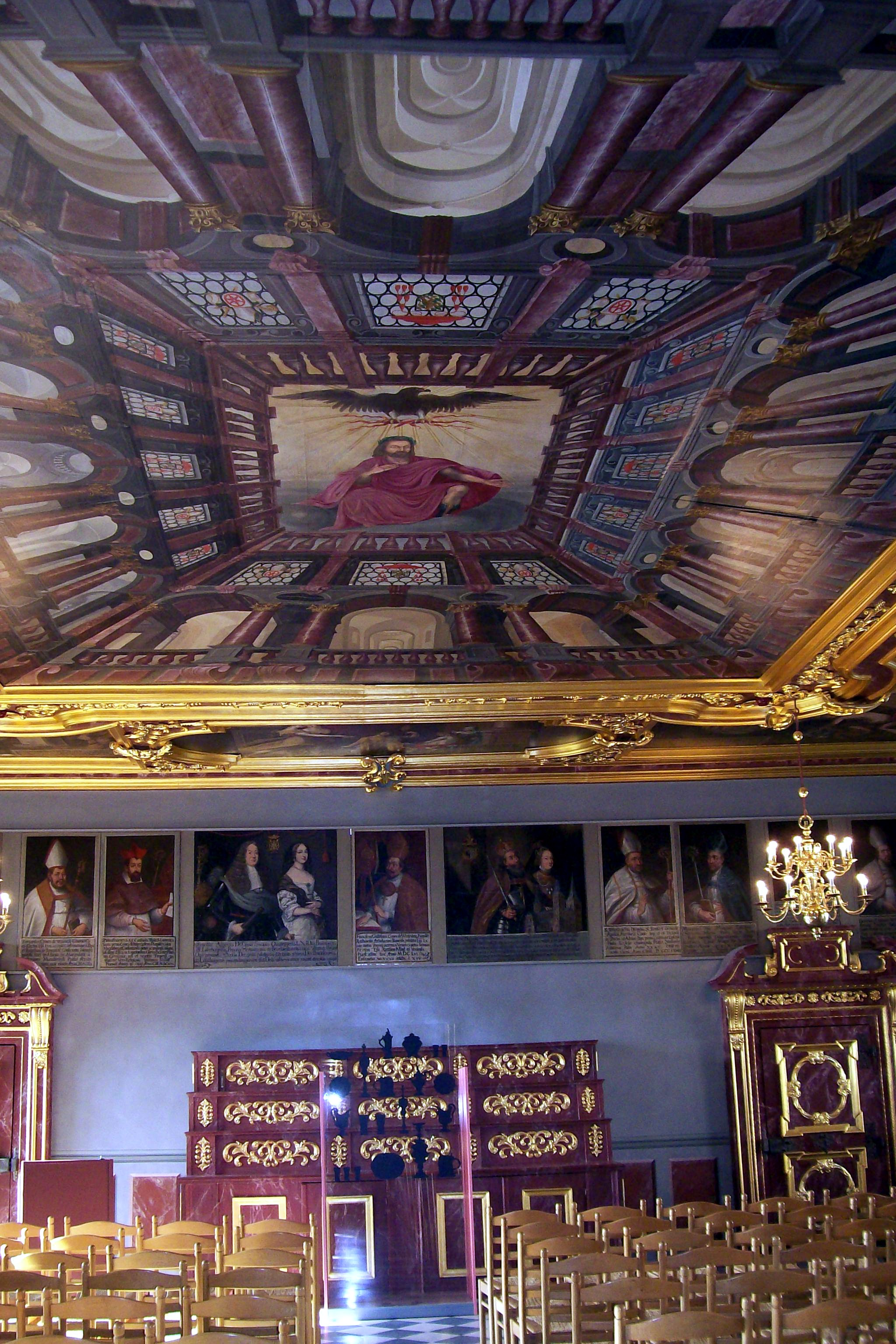
Rittersaal im Schloss
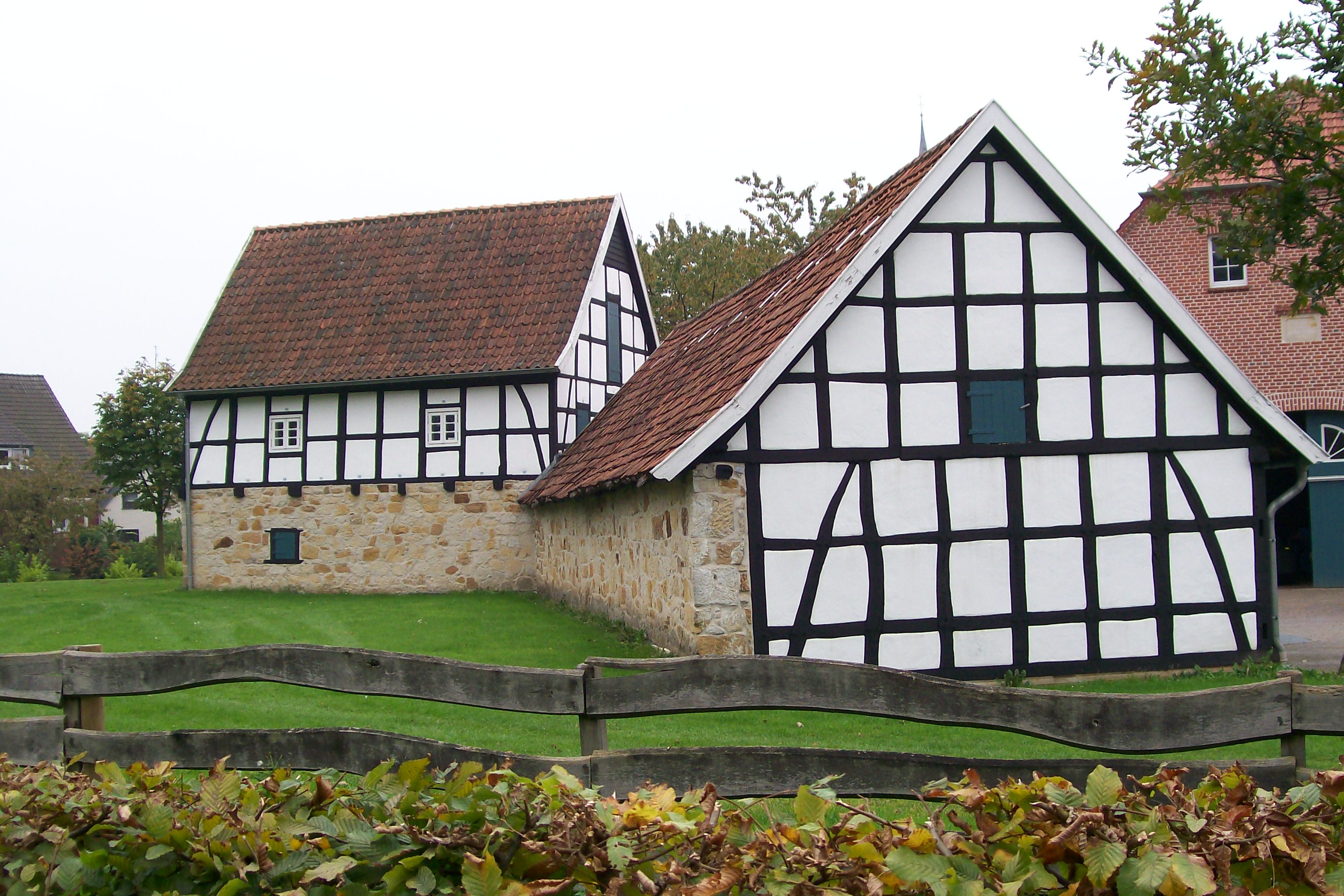
Averbecks Speicher
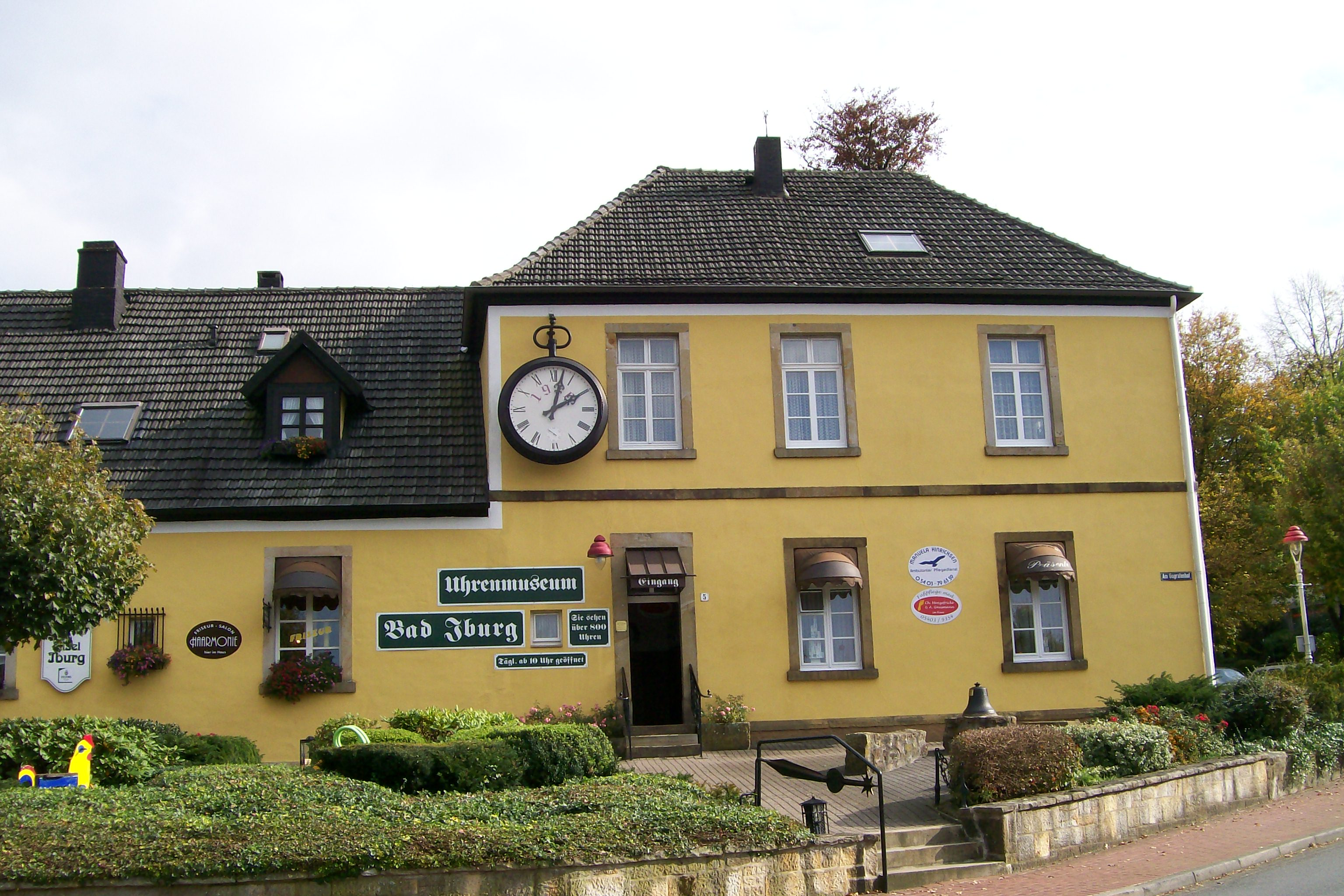
Uhrenmuseum

## Kultur und Sehenswürdigkeiten

### Museen
- Rittersaal im Schloss Iburg
- Schlossmuseum mit Münzkabinett
- Averbecks Speicher, heimatkundliches Museum in Glane
- Uhrenmuseum Bad Iburg
- Roller- und Kleinwagenmuseum Bad Iburg (aufgelöst)

### Bauwerke

#### Profanbauten
- Das Jagdschlösschen, auch als „Altes Forsthaus Freudenthal“ bezeichnet, wurde 1595 von Fürstbischof Philipp Sigismund von Braunschweig-Wolfenbüttel erbaut.
- Die Schlossmühle wurde ebenfalls von Fürstbischof Philipp Sigismund gebaut. Sie war ehemals eine Holzsägemühle. Das Gebäude dient heute einer gastronomischen Einrichtung.
- Burg Scheventorf ist ein Renaissancebau, den Johann von Hake 1552 erbaute. Die ehemalige Wasserburg befindet sich in Privatbesitz. Dort soll der Sage nach in der Zeit des Dreißigjährigen Kriegs die schöne Anna Hake lebendig eingemauert worden sein. Ihr setzte Bernhard Köster 1924 mit dem Geschichtsroman Die schöne Anna von Hake auf Scheventorf ein literarisches Denkmal. Von der Schleppenburg, die etwa einen Kilometer südlich lag, sind noch zwei Nebengebäude erhalten. Sie war ebenfalls eine Wasserburg und ein Rittergut.
- Der Gografenhof, Ende des 18. Jahrhunderts im Stil des Klassizismus erbaut, ist seit 1967 Rathaus der Stadt.
- Das Kurhaus wurde am 19. Mai 1967 eröffnet.

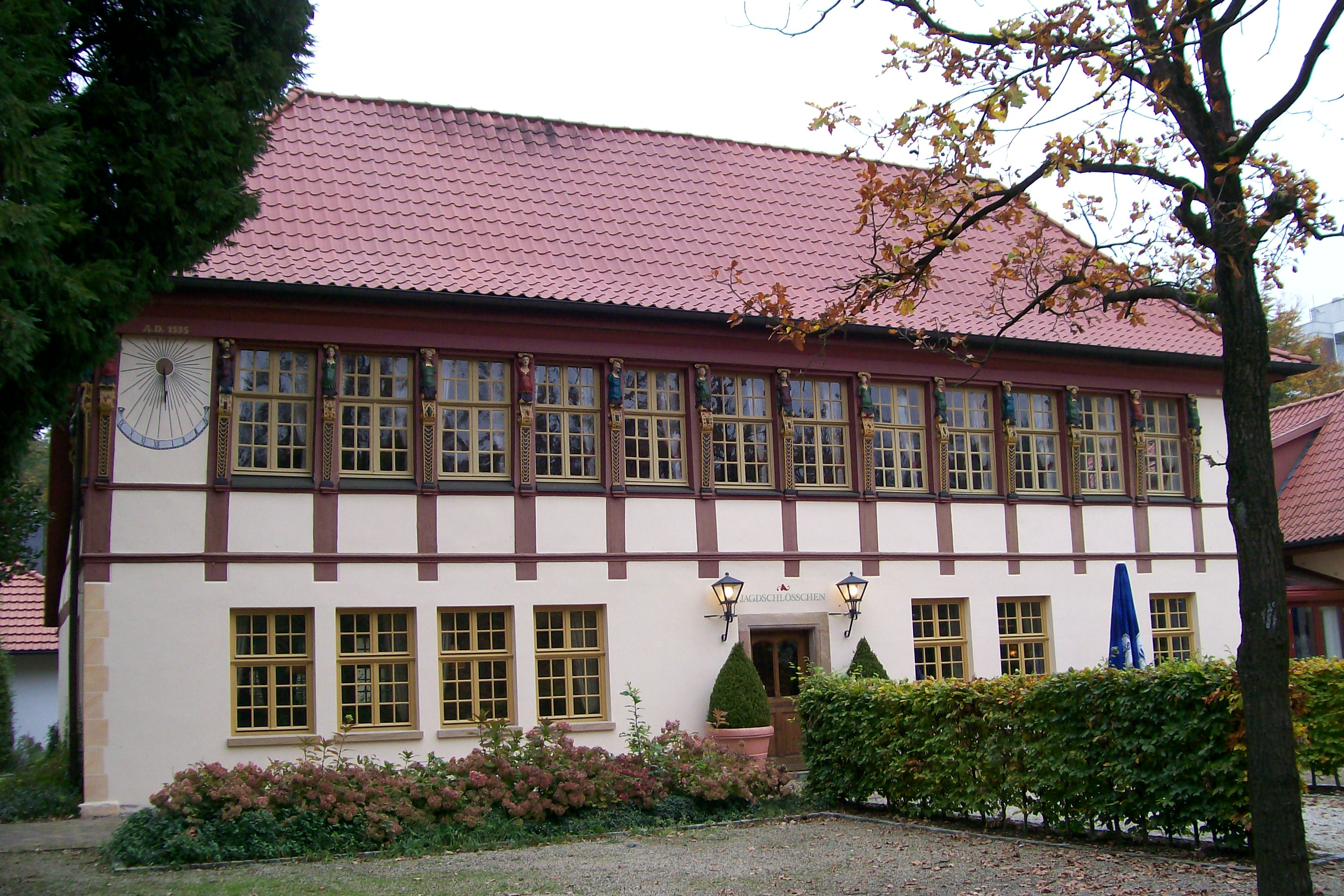
Das Jagdschlösschen, 1595 erbaut
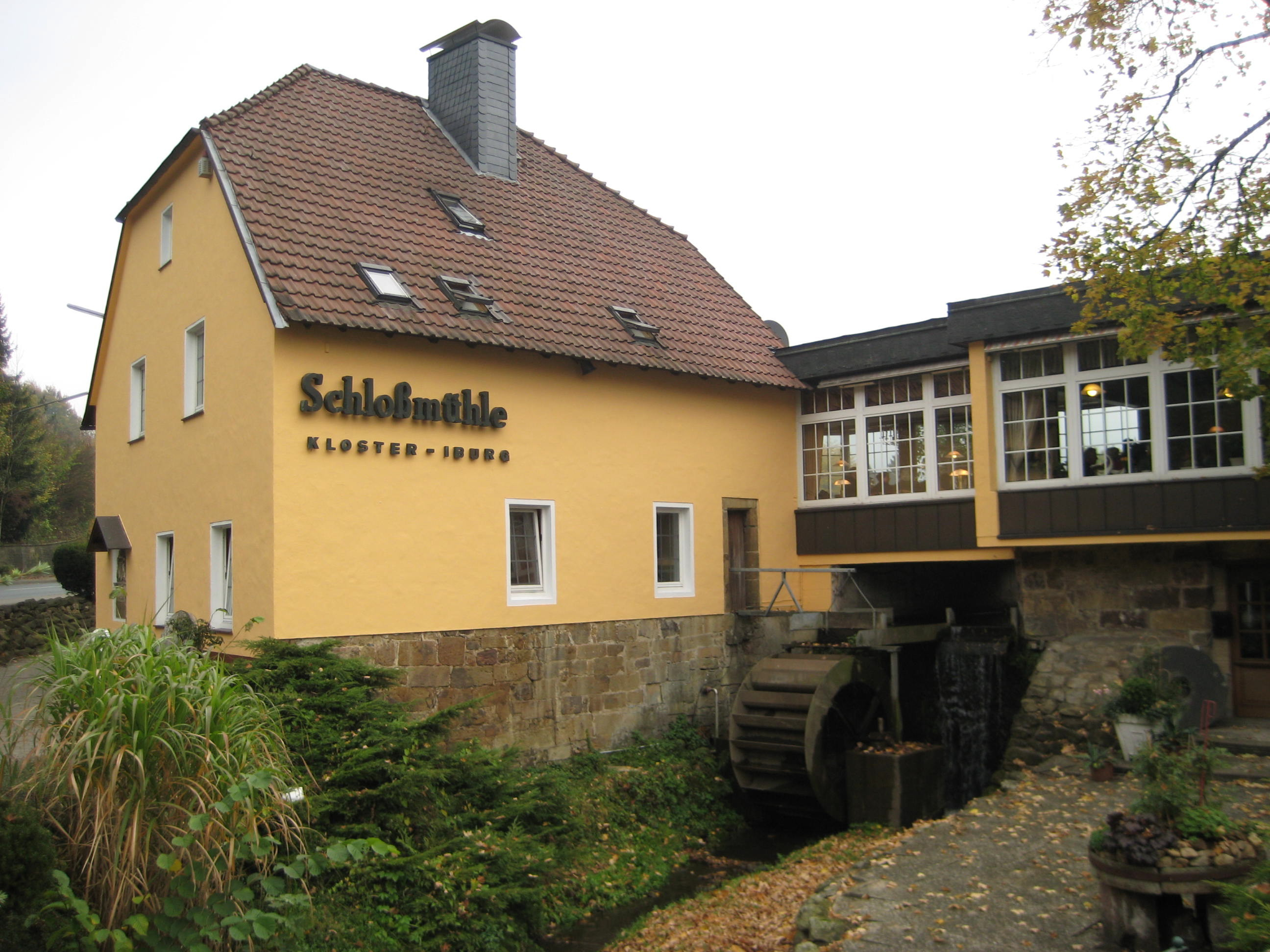
Schlossmühle am Charlottensee
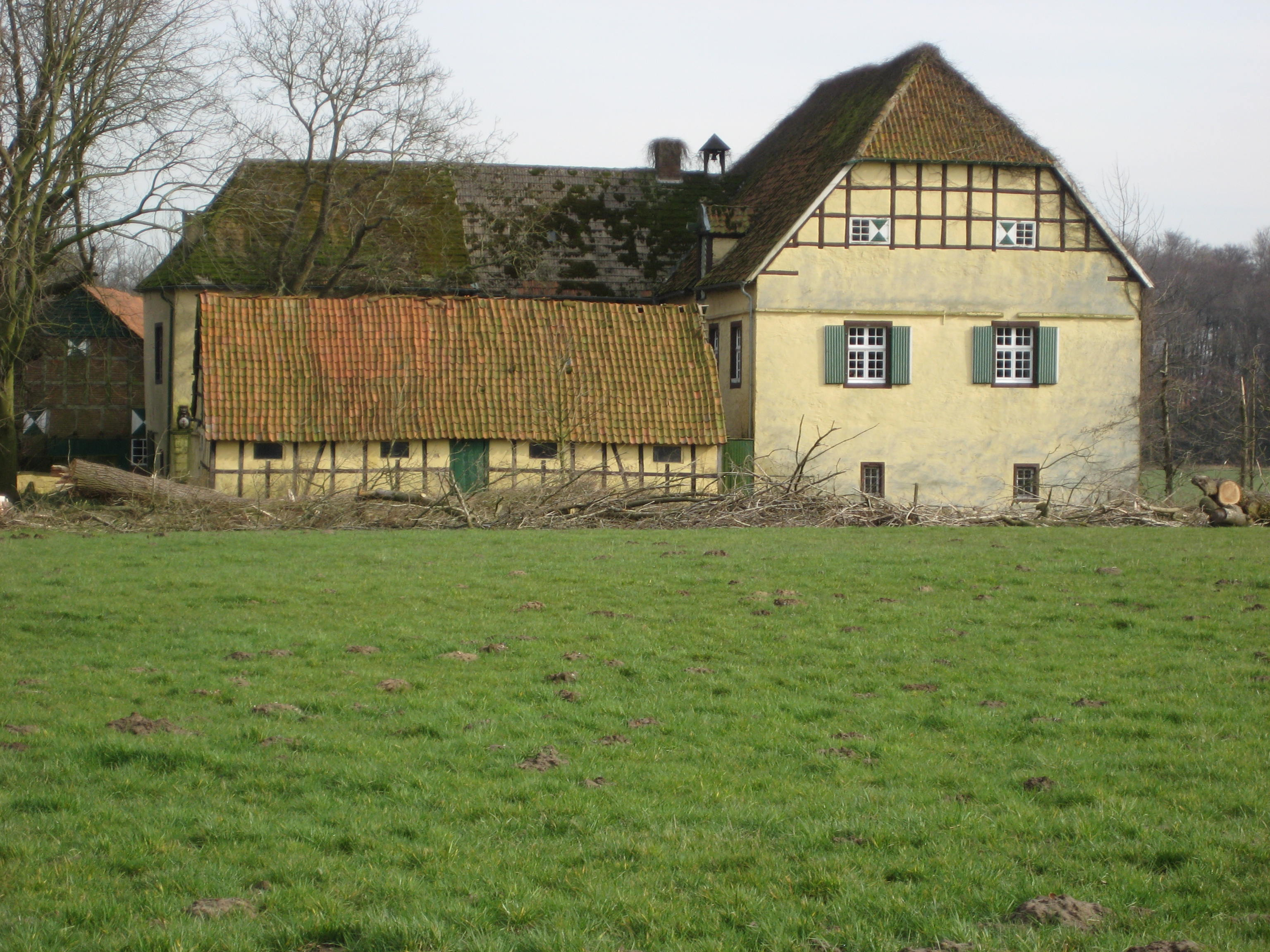
Burg Scheventorf
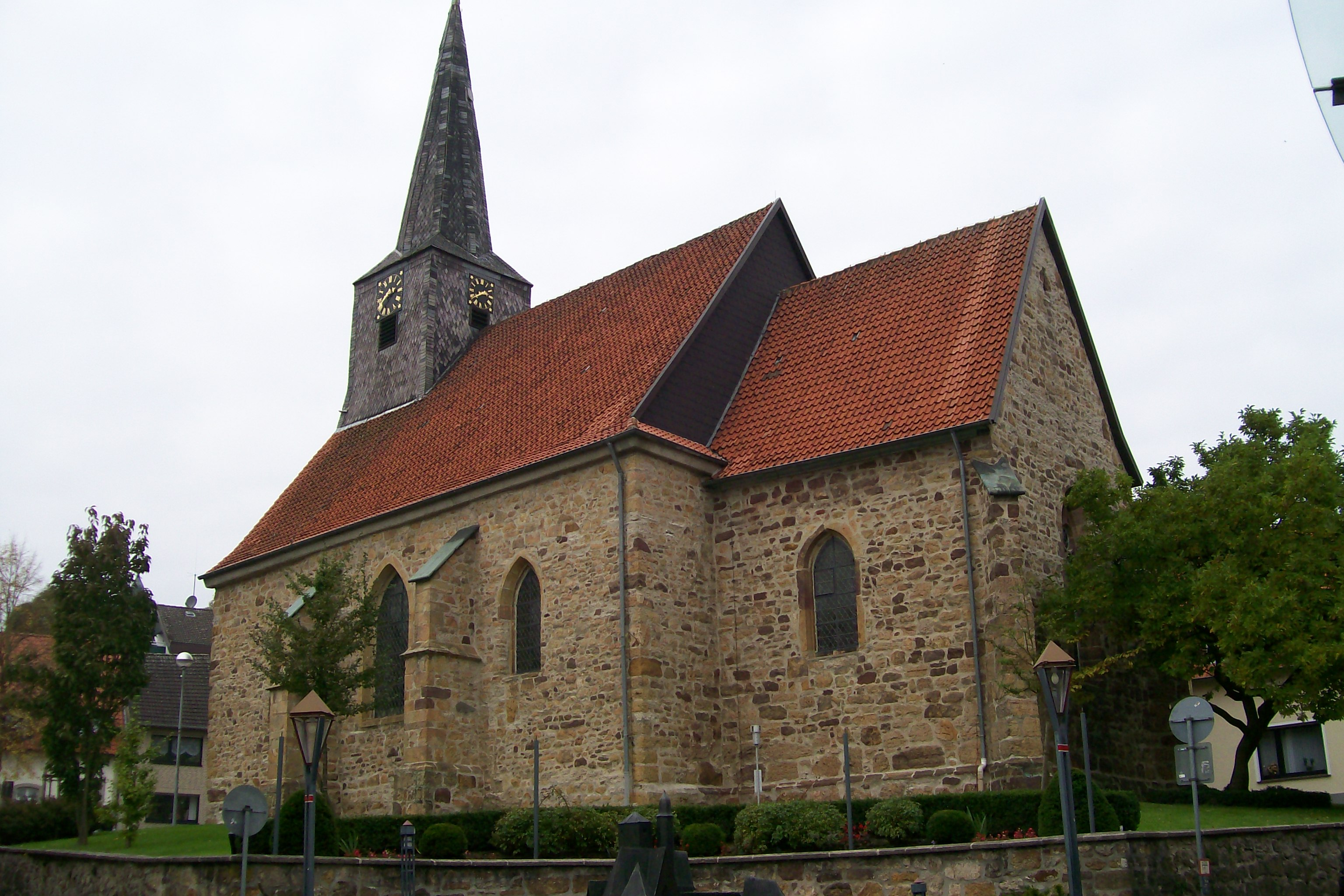
Die Fleckenskirche St. Nikolaus
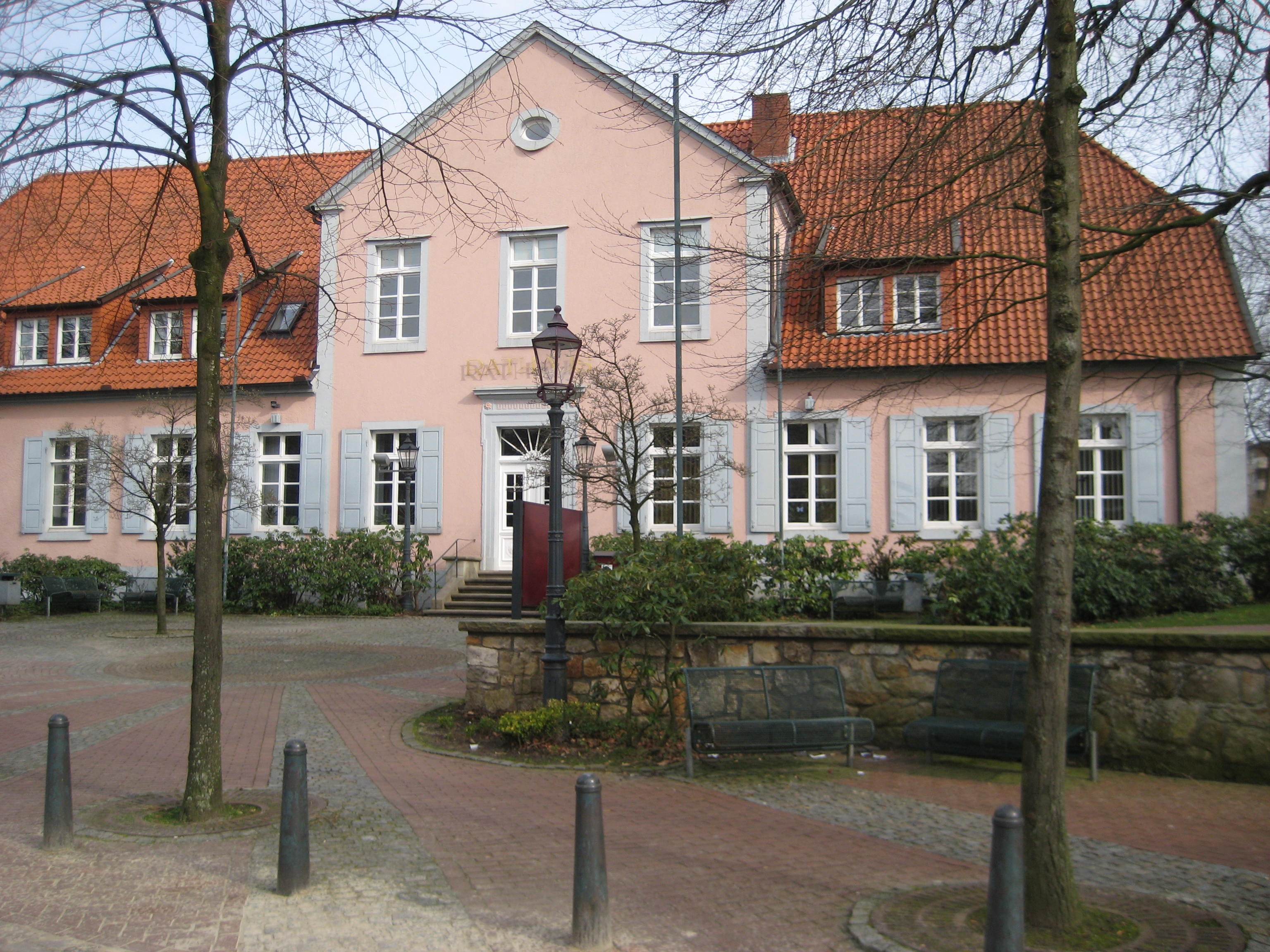
Der ehemalige Gografenhof
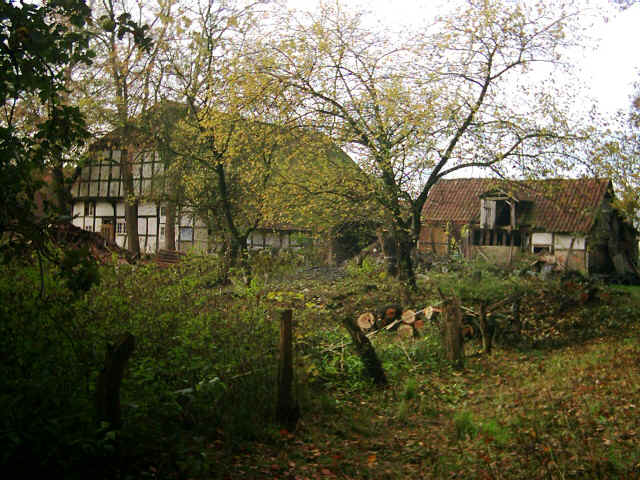
Viehhaus und Stall der Schleppenburg

#### Kirchen

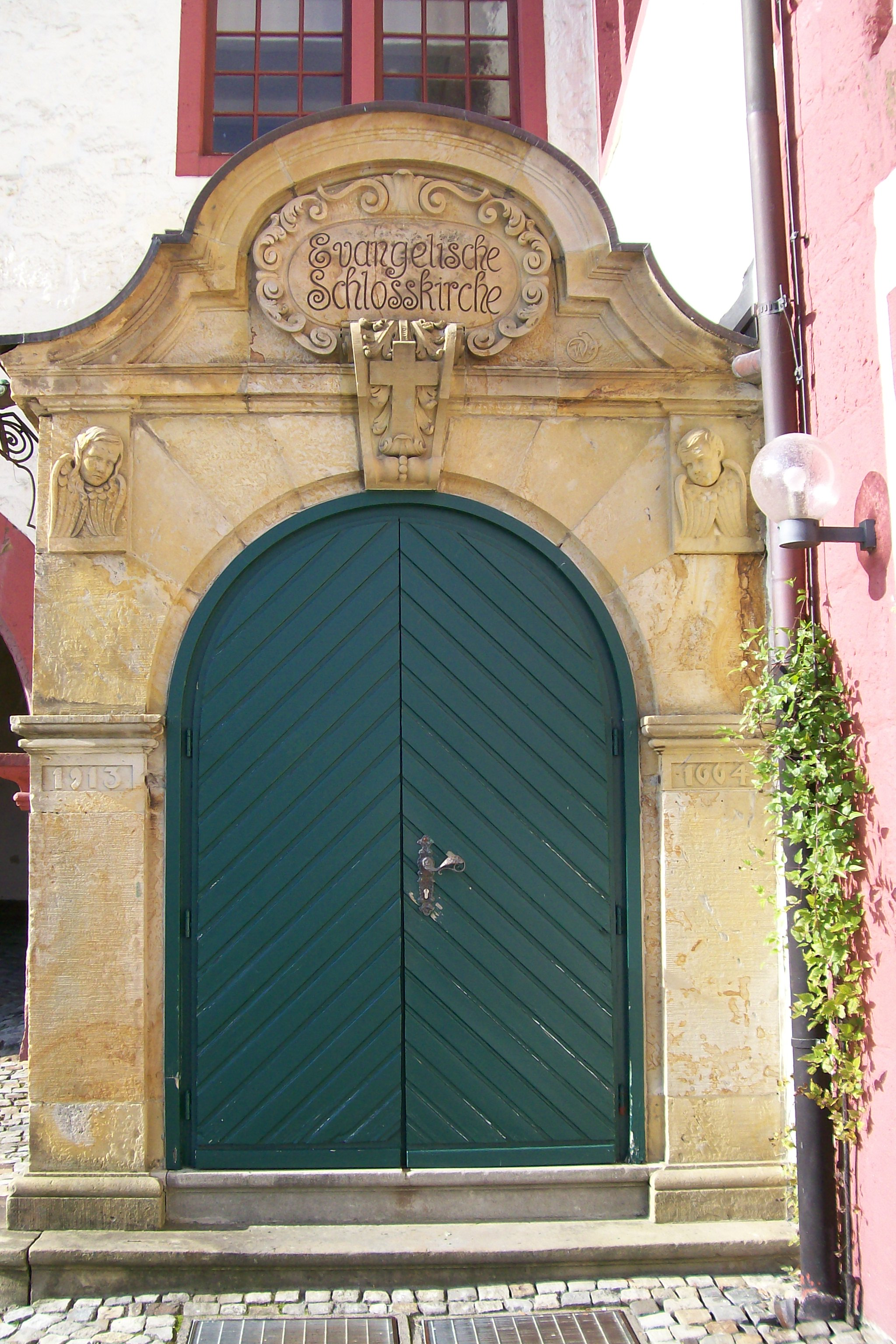
Eingang zur evangelischen Schlosskirche

Bad Iburg hat mit der Fleckenskirche St. Nikolaus die älteste Hallenkirche des Osnabrücker Landes aufzuweisen. Die St.-Clemens-Kirche wurde als Klosterkirche der Benediktinerabtei gebaut und ist auf Bischof Benno II. zurückzuführen. Die Evangelisch-lutherische Schlosskirche war zunächst Hofkirche der evangelisch-lutherischen Fürstbischöfe, ehe sie Kirche der Gemeinde wurde. Jüngste katholische Pfarrkirche ist die Kirche St. Jakobus der Ältere in Glane, die 1905 vollendet wurde. Die neogotische Kirche hatte mehrere Vorgängerbauten, darunter eine in einem Dokument von Benno II. 1088 erstmals erwähnte ecclesiola.

### Kunstwerke
Bad Iburg besitzt neben der Plastik von Bischof Benno II. des Osnabrücker Künstlers Hans Gerd Ruwe in der Nähe des Gografenhofes und des Uhrenmuseums weitere seiner Werke, darunter den Trommlerbrunnen in Glane. Er erinnert an die Verleihung der Marktrechte an Glane im Jahr 1764. Der Glaner Markt besteht bis heute. Er wird von Trommlern der einstigen Bauerschaft angetrommelt. Der Handwerkerbrunnen an der Großen Straße unterhalb der Fleckenskirche, ebenfalls ein Werk Ruwes, stellt die in Bad Iburg ausgeübten Handwerksberufe dar. Er wurde der Öffentlichkeit am 4. April 1992 übergeben.
Auf dem Alten Friedhof befindet sich das Grab des Osnabrücker Bildhauers und Holzschnitzers Georg Hörnschemeyer (1907–1983). Für das Familiengrab schuf er das Grabmal.

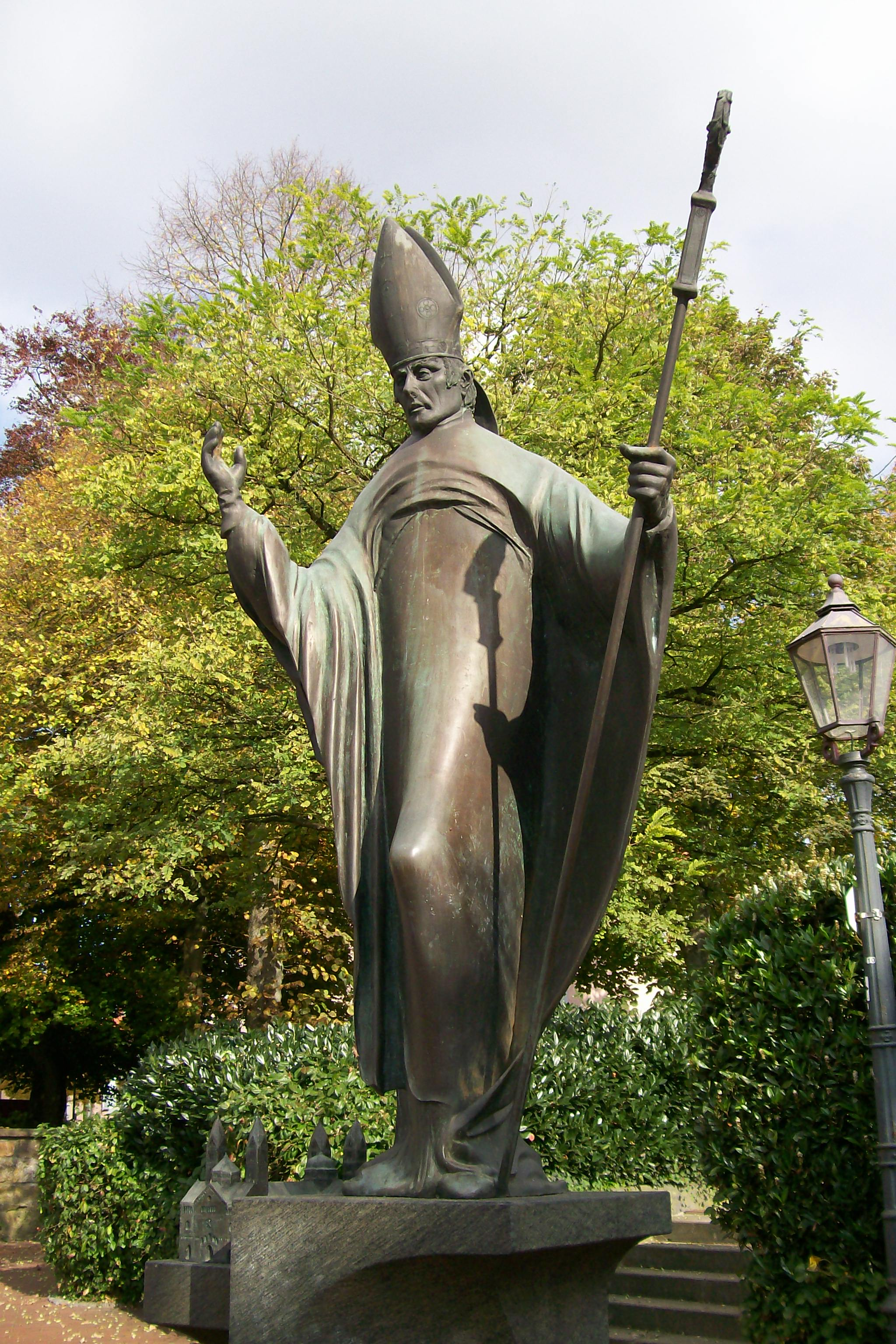
Benno II., Skulptur von Hans Gerd Ruwe aus Osnabrück
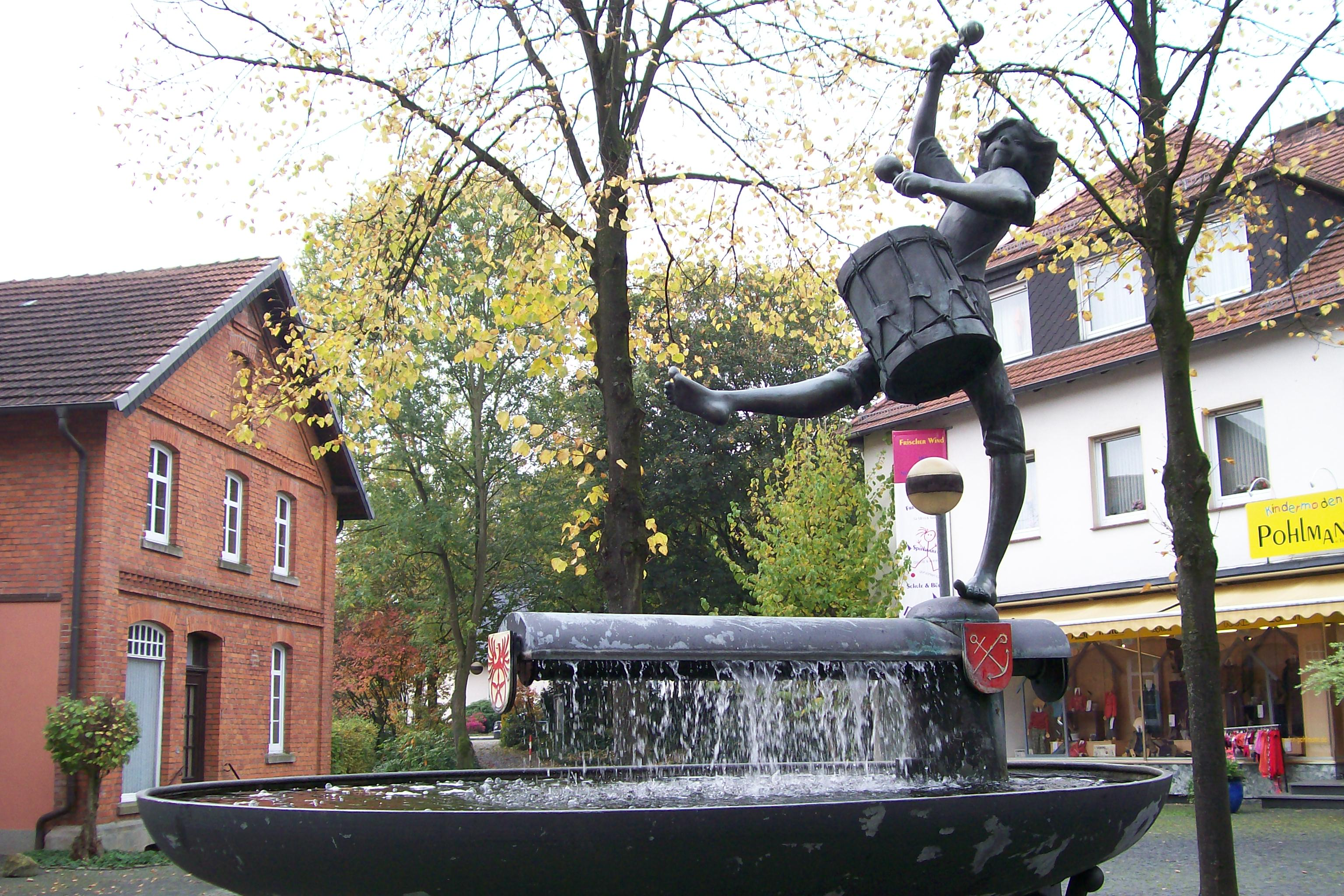
Trommlerbrunnen von Ruwe im Stadtteil Glane
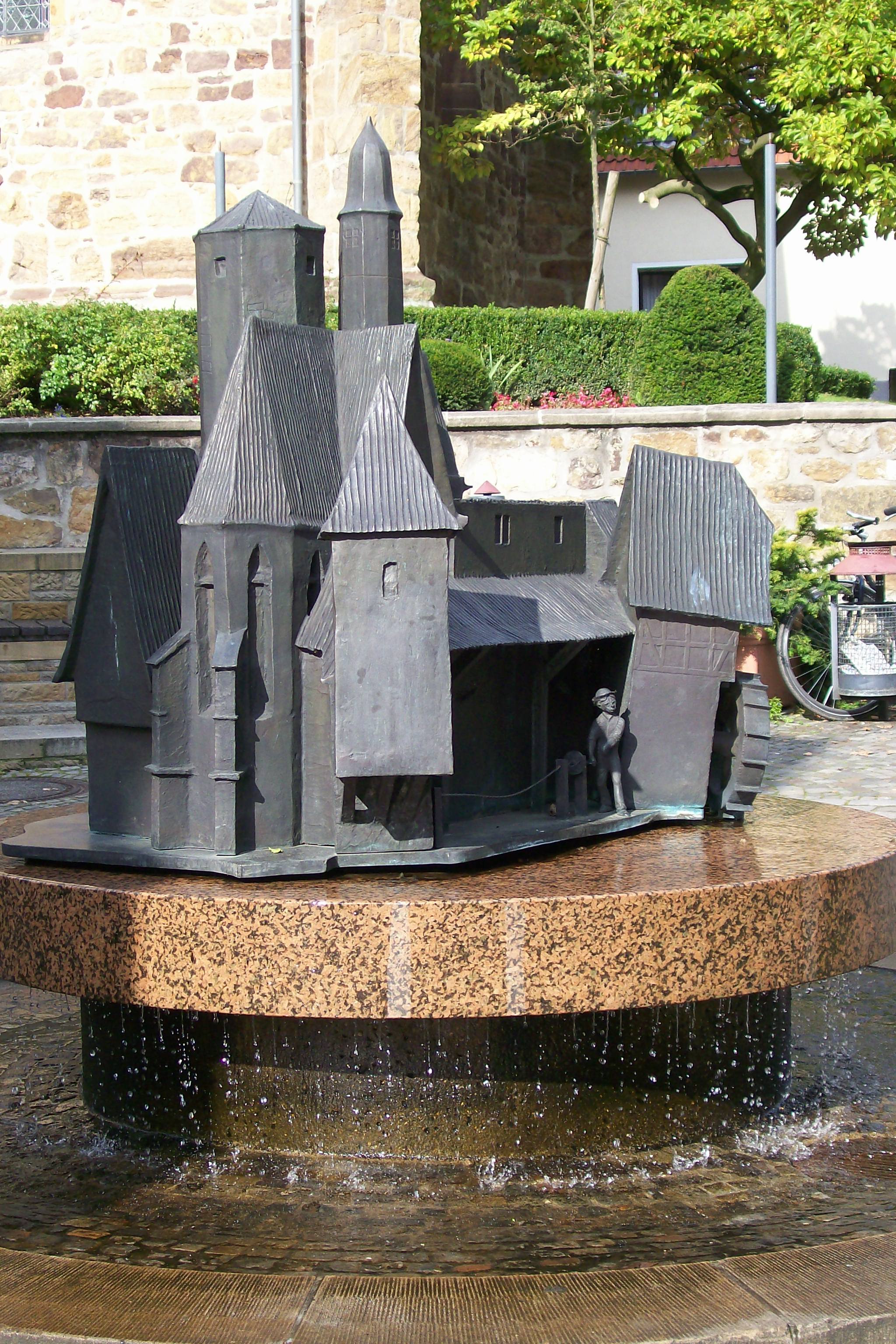
Handwerkerbrunnen von Ruwe an der Großen Straße
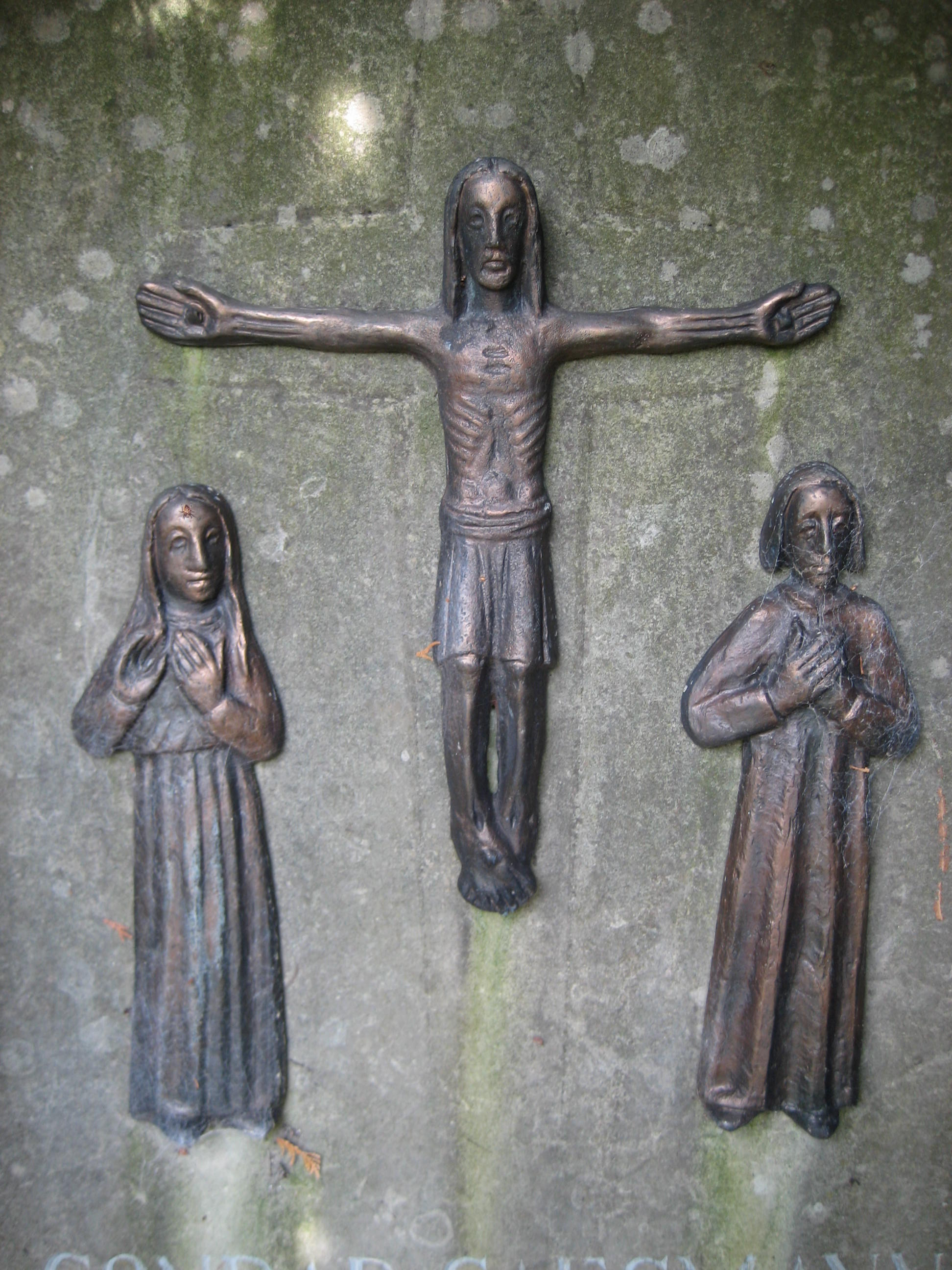
Hörnschemeyer-Grabmal auf dem Alten Friedhof
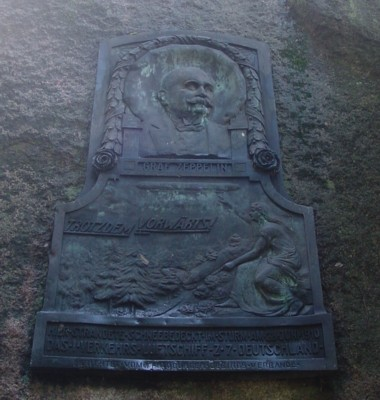
Zeppelin-Gedenkstein bei Bad Iburg

### Sport
Der Verein TuS Glane war ab 1987 mit einer Damenmannschaft in der Tischtennis-Bundesliga vertreten und gewann 1993 den ETTU-Cup.
Der VfL Bad Iburg hat die Abteilungen Badminton, Handball, Herzsport, Judo, Ju-Jutsu, Sportabzeichen, Taekwondo, Tai Chi, Tischtennis, Turnen, Freizeit-, Breiten- und Gesundheitssport, Volleyball und Wandern.
Der Schützenverein Iburg von 1869 setzt die Schützentradition des 17. Jahrhunderts im ehemaligen Flecken fort. Der Schützenverein Glane von 1578 beruft sich in seiner Tradition auf das erste nachgewiesene Vogelschießen im 16. Jahrhundert.
Das Freibad zwischen dem Offenen Holz und dem Kurviertel wurde 1952 eröffnet. In den ersten Jahrzehnten wurde das Wasser aus dem Dörenberg ins Freibad geleitet und über eine gemauerte Fläche, die mit Ziegeln belegt war, von der Sonne erwärmt und dann ins Schwimmbecken geleitet.  Das Freibad wurde saniert und 1999 wieder eröffnet. Seither verfügt es neben dem Schwimmbecken über ein separates Sprungbecken und eine Wasserrutsche.

### Regelmäßige Veranstaltungen
- Ostenfelder Bergfest
- Bennofest
- Iburger Advent (Weihnachtsmarkt im und am Schloss Iburg)
- Glaner Markt
- Schützenfest Bad Iburg
- Schützenfest Glane

Courage-Preis:
Seit 1996 wird in Bad Iburg einmal im Jahr im Rittersaal des Schlosses der Courage-Preis verliehen. Mit dem Preis werden Personen und Einrichtungen ausgezeichnet, die sich um das Gemeinwohl verdient gemacht haben. Erster Preisträger war Harry Jahns, der Künstlerische Leiter der Schlosskonzerte Bad Iburg, prominenteste Preisträgerin war 2009 Königin Silvia von Schweden als Gründerin der World Childhood Foundation. Bei ihrem Aufenthalt in Bad Iburg trug sich die schwedische Königin im Rathaus in das Goldene Buch der Stadt ein.

## Wirtschaft

### Verkehr
Die Bundesstraße 51 durchquert das Stadtgebiet in Nord-Süd-Richtung.
Es gibt im Taktverkehr regelmäßige Busverbindungen der Verkehrsgemeinschaft Osnabrück alle halbe Stunde nach Osnabrück sowie jeweils stündlich nach Glandorf und Bad Rothenfelde.

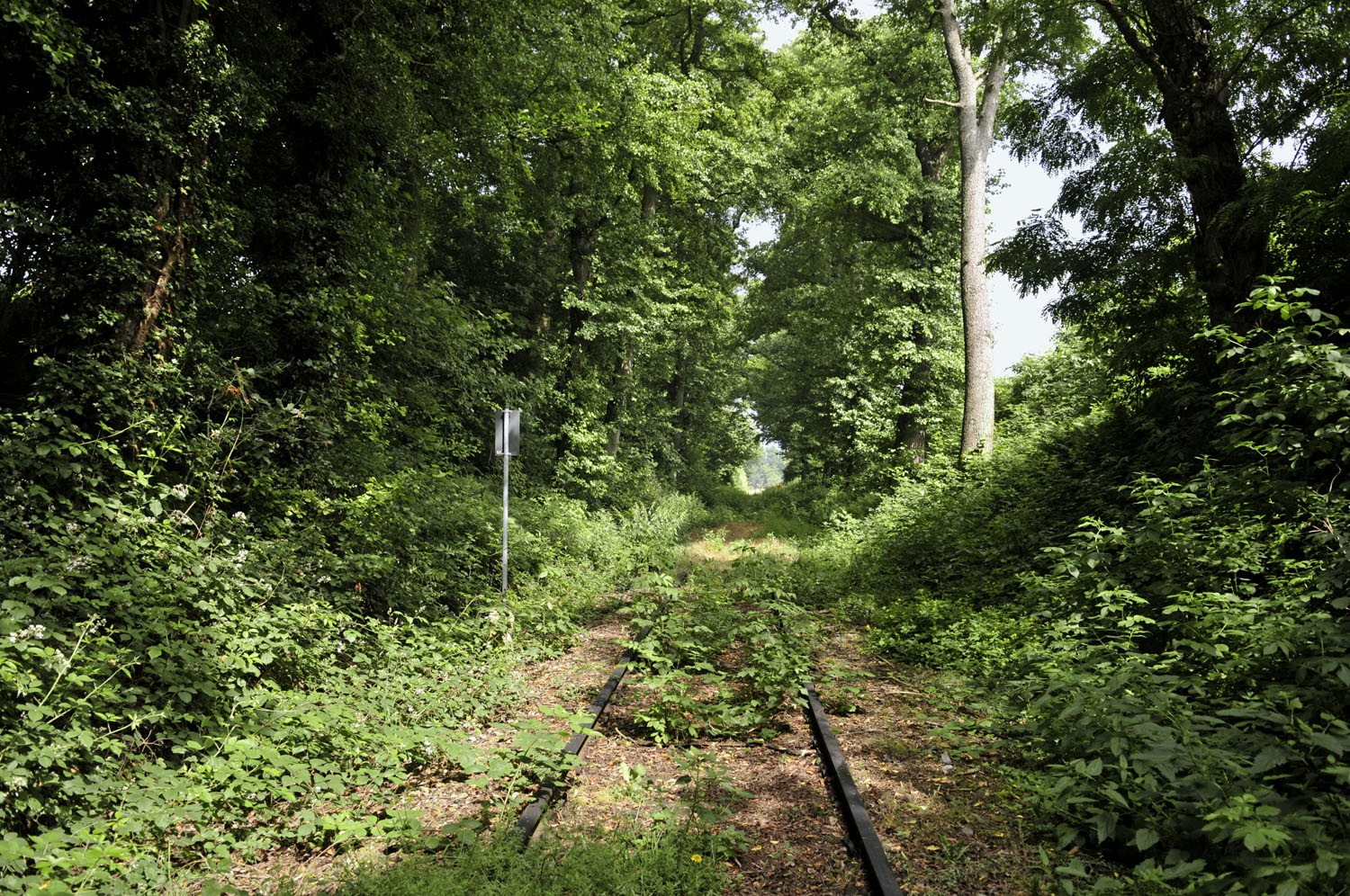
Zwischen 2011 und 2015 unbefahrbare Trasse der Teutoburger Wald-Eisenbahn (inzwischen jedoch wieder befahrbar)

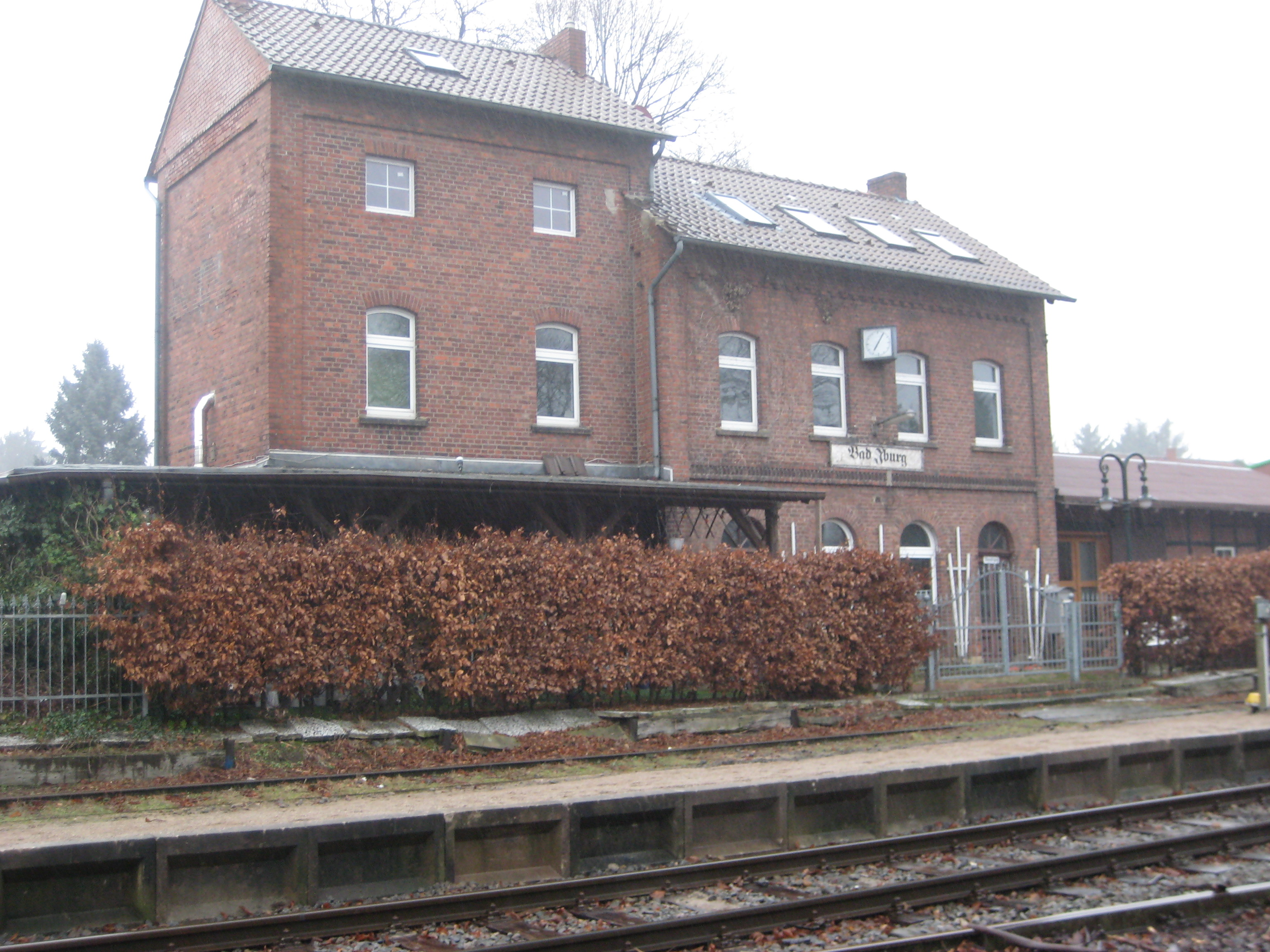
Ehemaliges Bahnhofsgebäude der Teutoburger Wald-Eisenbahn

Von 1901 bis 1968 war der Bahnhof von Bad Iburg Haltepunkt im Personenverkehr der Teutoburger Wald-Eisenbahn-AG (TWE) Ibbenbüren–Lengerich–Gütersloh–Hövelhof. Die TWE-Strecke gehört heute der Lappwaldbahn Service GmbH (LWS), die dort im regulären Betrieb Güterverkehr betreiben will. Außerdem wurde der Bahnhof noch vom Teuto-Express im Museumsbahnverkehr genutzt. Das Bahnhofsgebäude ist mittlerweile in Privatbesitz.
Seit September 2011 sind die Gleise auf dem Bahndamm bei Glane und Visbeck wegen Böschungs- und Brückenschäden nicht mehr in Richtung Bad Laer und Gütersloh befahrbar. Im Januar 2013 ist auch die Brücke über die Straße „Zwischen den Wellen“ in Ostenfelde und damit die Strecke nach Lienen und Lengerich für den Eisenbahnverkehr gesperrt worden. Weder der „Teuto-Express“ noch andere Züge können seitdem den Bahnhof Bad Iburg erreichen.
Im Januar 2012 gründete sich in der Nachbargemeinde Bad Laer das „Aktionsbündnis pro TWE“, das sich unter anderem den langfristigen Erhalt und die regelmäßige Nutzung der Teutoburger Wald-Eisenbahn in den Bereichen Freizeit- und Tourismusverkehr zum Ziel gesetzt hat.

### Öffentliche Einrichtungen
Bad Iburg ist Sitz des für den südlichen Landkreis Osnabrück zuständigen Amtsgerichts. Das Amtsgericht ist im Schloss Iburg untergebracht.
Seit Mai 2005 war Bad Iburg offizieller Sitz der Niedersächsischen Schulinspektion. Die Schulinspektion hatte die Aufgabe, die Qualität der Schulen zu sichern und weiterzuentwickeln. Ihren Sitz hatte die Schulinspektion bis zu ihrer Auflösung am 1. Januar 2011 im Iburger Schloss.
Im Schloss befindet sich eine Polizeistation, die nicht ständig besetzt ist.
Freiwillige Feuerwehren gibt es in den Ortsteilen Bad Iburg und Glane mit jeweils 4 Fahrzeugen. In Bad Iburg gibt es zusätzlich seit 2000 eine Jugendfeuerwehr, in Glane einen Spielmannszug.

### Kur- und Naherholungsbetrieb
Mit der Dörenberg-Klinik hat Bad Iburg seit 1976 eine Rehabilitationsklinik zur ambulanten und stationären Behandlung orthopädischer Erkrankungen; weitere Schwerpunkte bilden die Rehabilitation von Patienten der Geriatrie sowie die Kurzzeitpflege. Daneben gibt es die Reha-Klinik Sonnenhof, eine private Einrichtung für Patienten mit orthopädischen oder Herz-Kreislauf-Problemen.
Alle zehn Jahre prüft das Niedersächsische Wirtschaftsministerium, ob Kneipp-Kurorte wie Bad Iburg noch die Anforderungen für die Erneuerung des Zertifikats „staatlich anerkannter Kneipp-Kurort“ erfüllen. Die letzte Prüfung im Fall Bad Iburg erfolgte 2020. Das Zertifikat erhalten in Niedersachsen Städte und Gemeinden, die gewährleisten können, dass es am Ort „auf die Durchführung einer kurmäßigen Kneipptherapie eingestellte Einrichtungen mit mindestens 100 Patientenbetten in Sanatorien, Fachkliniken, in Kurhotels oder in Kurheimen und Kurpensionen“ sowie „kurortmedizinische[…] Versorgungsstrukturen“ gibt.
An „öffentlichen Kureinrichtungen“ listet der Spa's Guide auf: „Städt. Therapiezentrum, Sanatorien und Kurpensionen, städt. und hauseigene Hallen- und Bewequngsbäder, Solarien, temperiertes Freibad, Wassertretstellen, Kurgarten, Waldkurpark, ausgedehntes Spazier- und Wanderwegenetz. Kurhausbetriebe mit Kur- und Tagungshotel, Leseraum, Kegelbahnen und Mehrzweckveranstaltungsräumen.“
Durch seinen Charakter als Kneipp-Kurort ist Bad Iburg auch für Erholung suchende, aber nicht behandlungsbedürftige Besucher attraktiv. Diese profitieren vor allem von der (nicht nur im Zusammenhang mit der Landesgartenschau 2018 durchgeführten) Erneuerung der wasserbezogenen Infrastruktur. So wurden beispielsweise 2013 beim Wanderparkplatz am Rande des Freedens die Wassertretstelle für Menschen modernisiert und 2016 zum Freedenbach hin eine Wassertretstelle für Hunde angelegt. Im Kontext der Landesgartenschau 2018 wurde Werbung für den „modern angelegten Kneipp-Erlebnispark[…]“ mit einem Wasserbrunnen mit 50 Fontänen betrieben. Die Stadt Bad Iburg weist auf fünf Wassertretbecken auf dem Gebiet der Stadt hin.

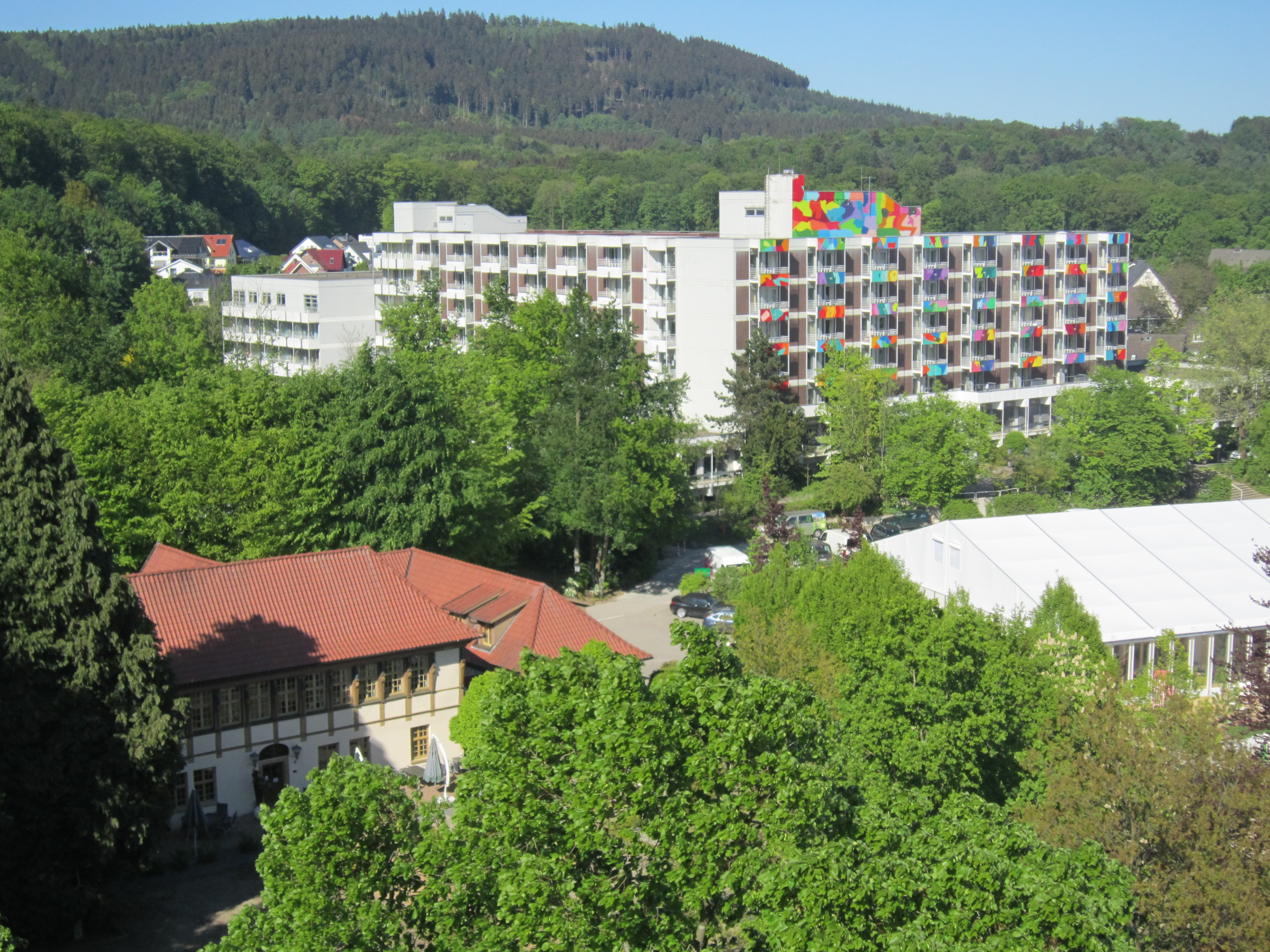
Kurklinik Dörenberg
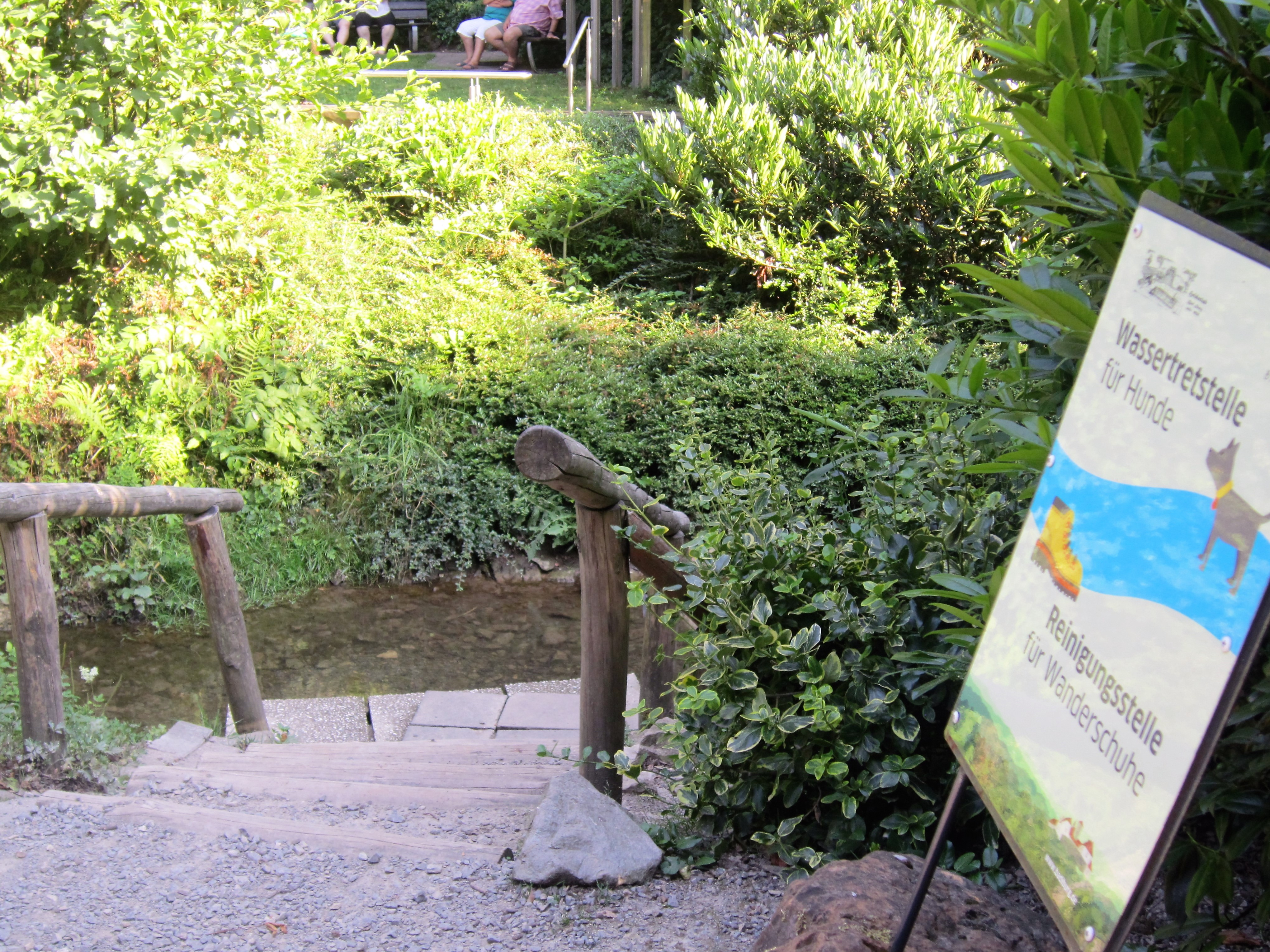
Wassertretstellen für Menschen (hinten) und für Hunde (vorne) beim Freedenbach
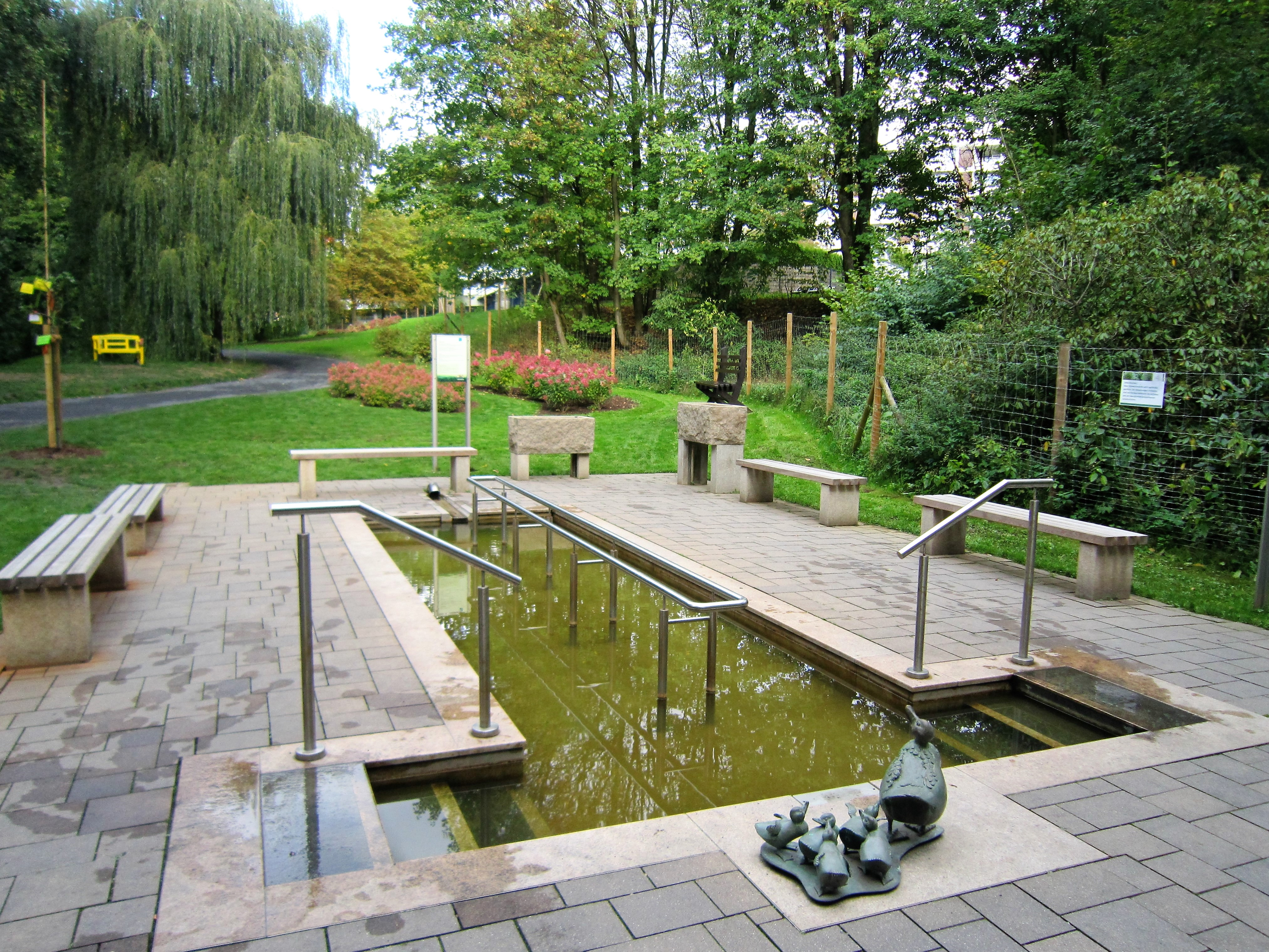
Wassertretbecken im Kurwald (2018 in die Landesgartenschau einbezogen)
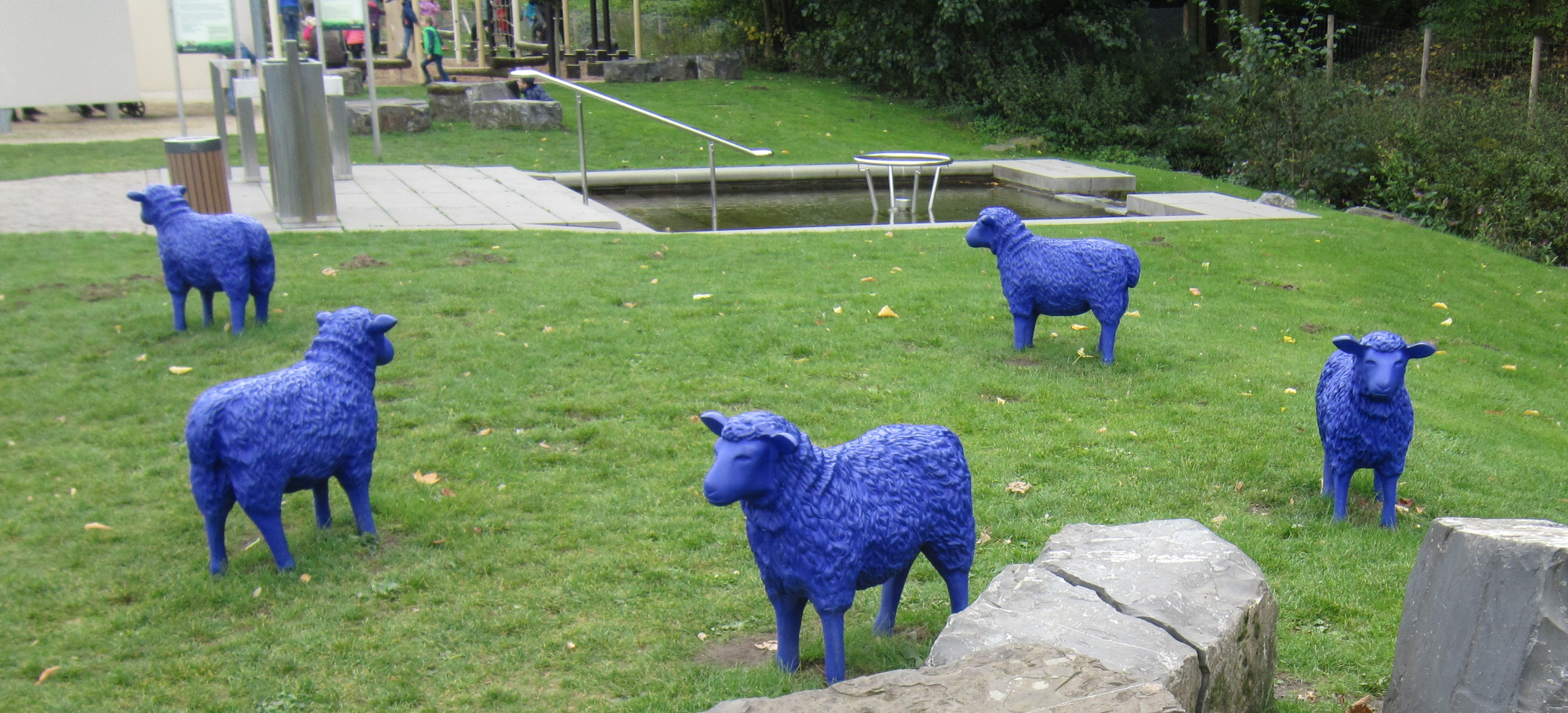
Wassertretbecken im Kneipp-Park während der Landesgartenschau 2018

### Bildung
Bad Iburg hat drei Grundschulen, eine Realschule und ein Gymnasium.
Eine Besonderheit des Schulwesens in Bad Iburg war die konfessionelle Trennung an kommunalen Schulen bis in die zweite Hälfte des 20. Jahrhunderts. Sie war dem Ungleichgewicht zwischen der römisch-katholischen Bevölkerungsmehrheit und der Minderheit der Protestanten geschuldet. Die Einwohnerzahl der Protestanten, die bis Ende des Zweiten Weltkriegs vornehmlich Aufgaben in der Verwaltung des früheren Kreises Iburg wahrnahmen oder etwa im Amtsgericht tätig waren, wuchs nach Kriegsende durch Flüchtlinge und Vertriebene sowie insbesondere seit den 1970er Jahren, als Bad Iburg zu einem bevorzugten Wohnort im südlichen Landkreis Osnabrück wurde. Die konfessionelle Trennung der Schulen wurde erst 1994 vollständig aufgegeben. Von etwa 1900 bis zur Auflösung 1941 bereitete die private Rektoratsschule Iburger Jungen und später auch Mädchen auf den Besuch einer weiterführenden Schule vor, an der sie das Abitur ablegen konnten. Das Schulgebäude wurde abgerissen, zur Erinnerung wurde am früheren Standort nahe der Fleckenskirche St. Nikolaus ein Gedenkstein mit Inschrift aufgestellt. Von 1942 bis 1945 nahm die Deutsche Heimschule Schloß Iburg, eine Gründung der Nationalsozialisten, Iburger Schüler als Externe auf.
Grundschulen sind die Grundschule am Hagenberg im Zentrum Bad Iburgs sowie die Grundschulen in Glane und Ostenfelde. Alle drei Schulen sind so genannte Verlässliche Grundschulen. Die Grundschule am Hagenberg wurde 1959 als Volksschule errichtet, die mit dem achten Schuljahr abschloss. Bis dahin waren die Iburger Schüler seit Ende des Zweiten Weltkriegs in verschiedenen Gebäuden im Zentrum des Fleckens unterrichtet worden. Auf Beschluss des Rats wurde um einen gemeinsamen Schulhof eine zweiflügelige Schulanlage gebaut. Die Evangelische Volksschule war in einem einstöckigen Trakt mit drei Klassen, die Katholische Volksschule in einem zweistöckigen Trakt mit sieben Klassen untergebracht. Die Trakte waren durch einen einstöckigen Bau verbunden, in dem Sanitärräume untergebracht waren. Im September 1959 wurde der Unterricht aufgenommen.  Gemischtkonfessionellen Unterricht gab es in Bad Iburg erstmals mit der Einführung des zunächst freiwilligen neunten Schuljahres an Volksschulen in Niedersachsen, anfangs nur für Schüler des neunten Jahrgangs. Die Volksschule wurde 1964 in Grundschule und Hauptschule aufgeteilt. An der Grundschule am Hagenberg wurde bis 1993/1994 nach Konfessionen getrennt unterrichtet.
Die konfessionell getrennten Hauptschulen wurden 1969 zusammengelegt und mit den Hauptschulklassen in Glane, Sentrup und Ostenfelde zusammengeführt. Seit 1972 befindet sich die Hauptschule Bad Iburg im Schulzentrum an der Bielefelder Straße.
Bad Iburg hat eine Realschule und seit 1972 ein Gymnasium in der Trägerschaft des Landkreises Osnabrück. Bis 1971 hatten Iburger Schüler die Möglichkeit, als externe Gymnasiasten die Niedersächsische Heimschule Iburg im Schloss zu besuchen. Das Land Niedersachsen betrieb das Gymnasium in Kurzform zwischen 1948 und 1971 als Internat. Das Gymnasium Bad Iburg, eine Europaschule, wurde 1972 eröffnet und beruft sich in seiner Geschichte auf die Niedersächsische Heimschule Iburg.

## Persönlichkeiten

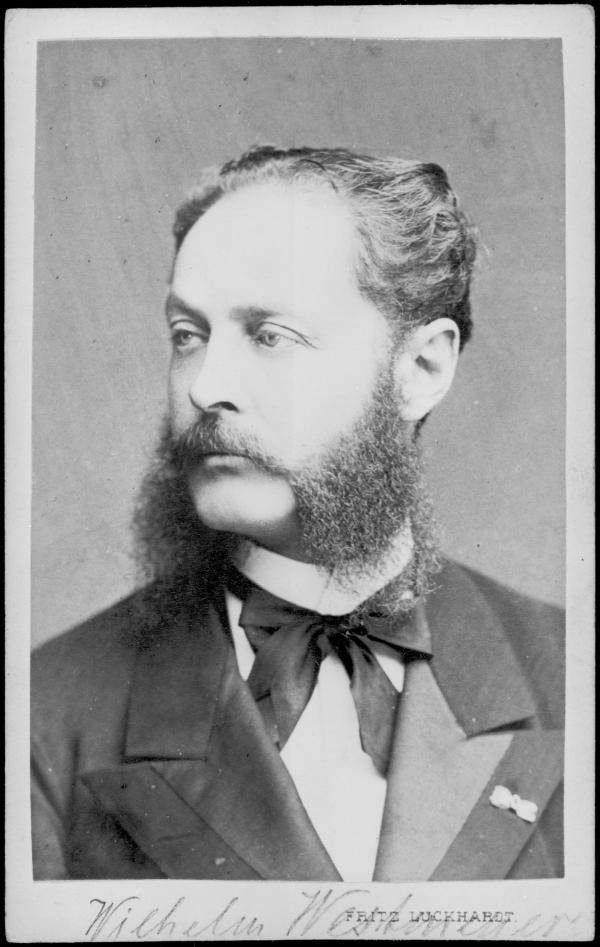
Wilhelm Westmeyer

### Ehrenbürgermeister
- 1946 Hermann Rinklake, Viehkaufmann, Bürgermeister des Fleckens Iburg von 1934 bis 1945[47]

### Ehrenbürger
- 1950 Robert Hülsemann (1868–1950), Kaufmann und Schriftsteller, geboren in Soest Westf.
- 1987 Elisabeth Bremer, Ärztin[48]
- 2008 Erwin Uhrmacher, ehemaliger Leiter des Staatshochbauamts Osnabrück[49]

Franz von Papen war am 25. Mai 1933 zum Ehrenbürger ernannt worden; die Ehrenbürgerwürde wurde ihm am 4. März 1948 aberkannt.

### Söhne und Töchter der Stadt
- Maximilian Wilhelm von Braunschweig und Lüneburg (* 13. Dezember 1666; † 16. Juli 1726), Prinz von Braunschweig und Lüneburg und kaiserlicher Feldmarschall
- Sophie Charlotte von Hannover (* 30. Oktober 1668; † 1. Februar 1705 in Hannover), erste Königin in Preußen
- Wilhelm Westmeyer (* 11. Februar 1829; † 3. September 1880 in Bonn), Komponist und Pianist
- Heinrich Pohlmann (* 24. Oktober 1839 in Glane; † 30. August 1917 in Berlin), Bildhauer, Professor in Berlin
- Georg Kassenbrock (* 17. März 1899; † 25. Mai 1950 in Hannover), Minister des Landes Niedersachsen 1947 bis 1950
- Ute Hankers (* 21. Februar 1965), Volleyballspielerin
- Yassin Musharbash (* 18. Dezember 1975), Journalist, Autor

### Mit der Stadt verbundene Persönlichkeiten
- Bischof Benno II. (um 1020–1088) gründete das Benediktinerkloster. In der katholischen Schlosskirche wurde er 1088 begraben.
- Norbert von Iburg († 1117) war dritter Abt des Klosters und Biograf von Bischof Benno II.
- Eitel Friedrich von Hohenzollern (1582–1625), Bischof von Osnabrück, starb 1625 in Schloss Iburg.
- Maurus Rost (1633–1706) war 41. Abt des Klosters
- Friedrich Knoke (1844–1928), Altphilologe, Direktor des Osnabrücker Ratsgymnasiums und Erforscher der Varusschlacht des Jahres 9. n. Chr., vertrat die Theorie, die Schlacht im Teutoburger Wald habe sich in einem Waldstück in Bad Iburg ereignet.
- Wilhelm Thimme (1879–1966), Theologe und Hochschullehrer, war von 1911 bis 1949 Pastor der evangelisch-lutherischen Gemeinde.
- Hans-Gert Pöttering (* 1945), Politiker, von 2007 bis 2009 Präsident des Europäischen Parlaments, lebt in Bad Iburg.
- Nazih Musharbash (* 1946), Lehrer und Politiker (SPD), Träger des Courage-Preises, lebt in Bad Iburg und war dort 34 Jahre lang Mitglied des Stadtrats
- Hermann-Josef Große Kracht (* 1962), katholischer Theologe, ging in Bad Iburg zur Schule
- Matthias Seestern-Pauly (* 1984), Politiker, Fraktionsvorsitzender der FDP im Rat der Stadt Bad Iburg